# Histoire d'Évreux

Les armoiries de la ville d’Évreux se blasonnent ainsi :
D’azur à trois fleurs de lys d’or, au bâton componé d’argent de gueules brochant sur le tout.
Ornements extérieurs : Croix de chevalier de la Légion d'honneur et Croix de guerre 1939-1945 avec palme.
En 1490, le roi Louis XI autorisa la ville de se doter d’une municipalité qui reprit pour ses armoiries le blason des comtes d’Évreux. Le conseil municipal d’Évreux adopta officiellement le blason actuel, le 4 mars 1949.

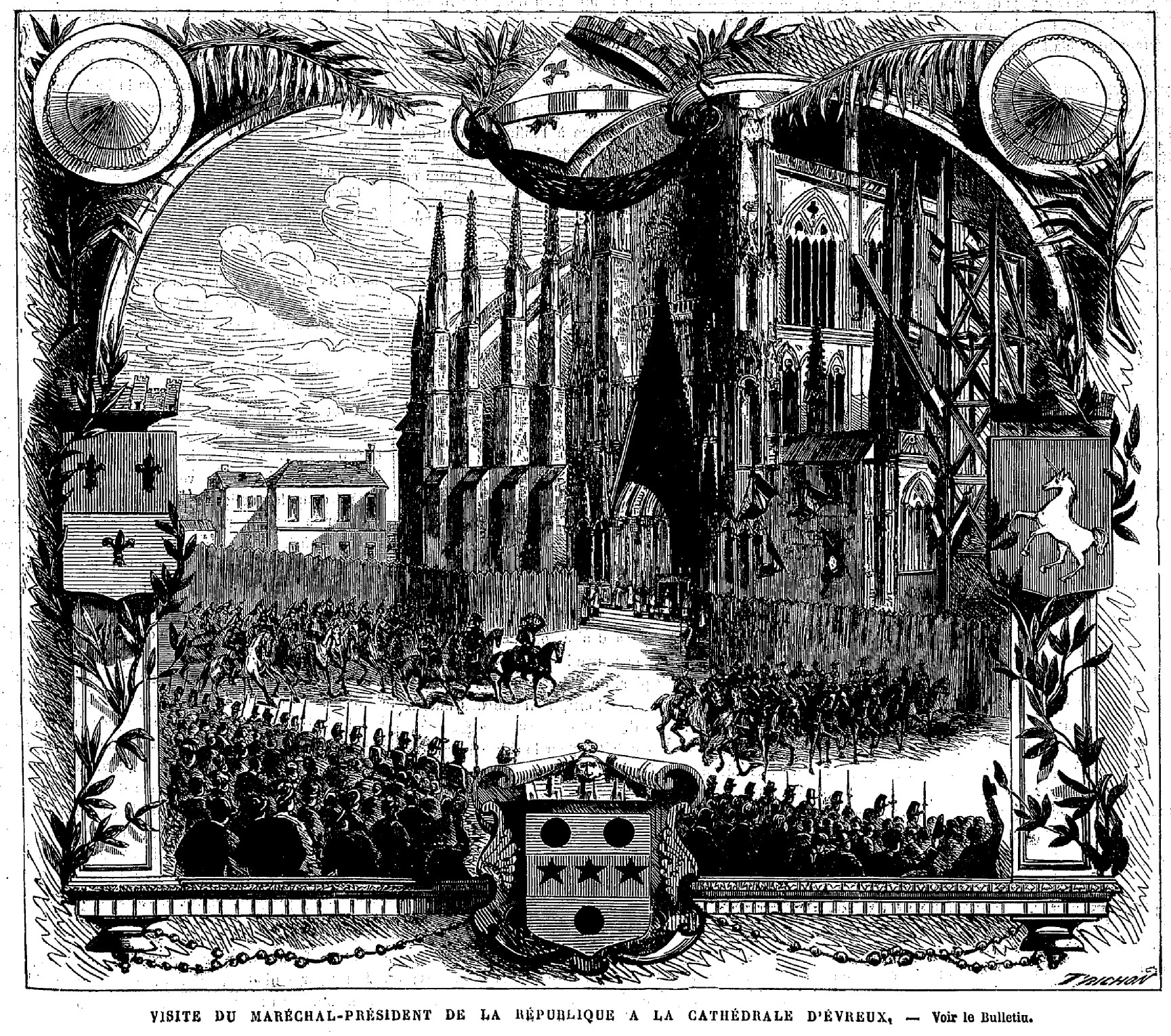
Le maréchal Patrice de Mac Mahon, président de la, visitant la cathédrale d'Évreux, L'Univers illustré, 1877.

Écu de la maison d'Évreux-Navarre (1332-1387).

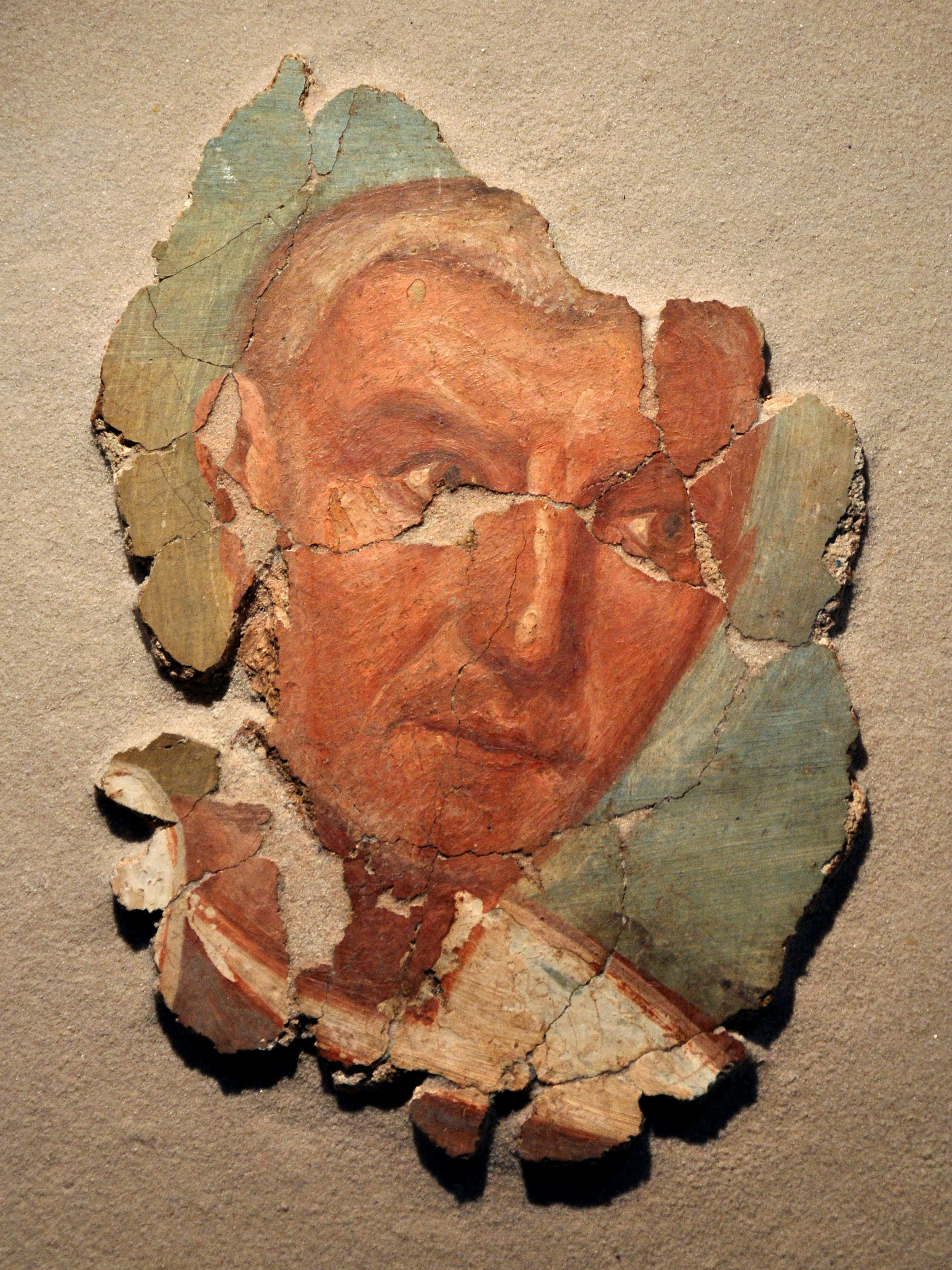
Fragment d'une fresque gallo-romaine d’Évreux, -275.

L'histoire d'Évreux, aujourd'hui chef-lieu du département de l'Eure, en Normandie, remonte à l'Antiquité. Dans la Gaule romaine, Mediolanum Aulercorum, sur l'emplacement actuel de la ville, est le chef-lieu de la civitas des Aulerques Éburovices, remplaçant l'ancien centre religieux de Gisacum. Siège épiscopal à partir du IVe siècle, capitale du comté d'Évreux vers 990, elle appartient au duché de Normandie, uni au royaume d'Angleterre de 1066 à 1204. Pairie (1316 et 1427) et duché-pairie (1569-1584), la ville, au XIVe siècle, est le centre du pouvoir d'une branche capétienne ayant régné sur le royaume de Navarre : les Évreux-Navarre. Charles II de Navarre (1332-1387), dit Charles le Mauvais, mène un jeu d'intrigues complexes pendant la guerre de Cent Ans. Évreux, après son retour sous la tutelle des rois de France, est une ville ecclésiastique paisible, un moment troublée pendant les guerres de Religion et la Révolution. Au XIXe siècle, elle connaît un développement de l'industrie textile.

## Antiquité

### Des Gaulois aux Gallo-Romains (52av. J.-C.- 285)

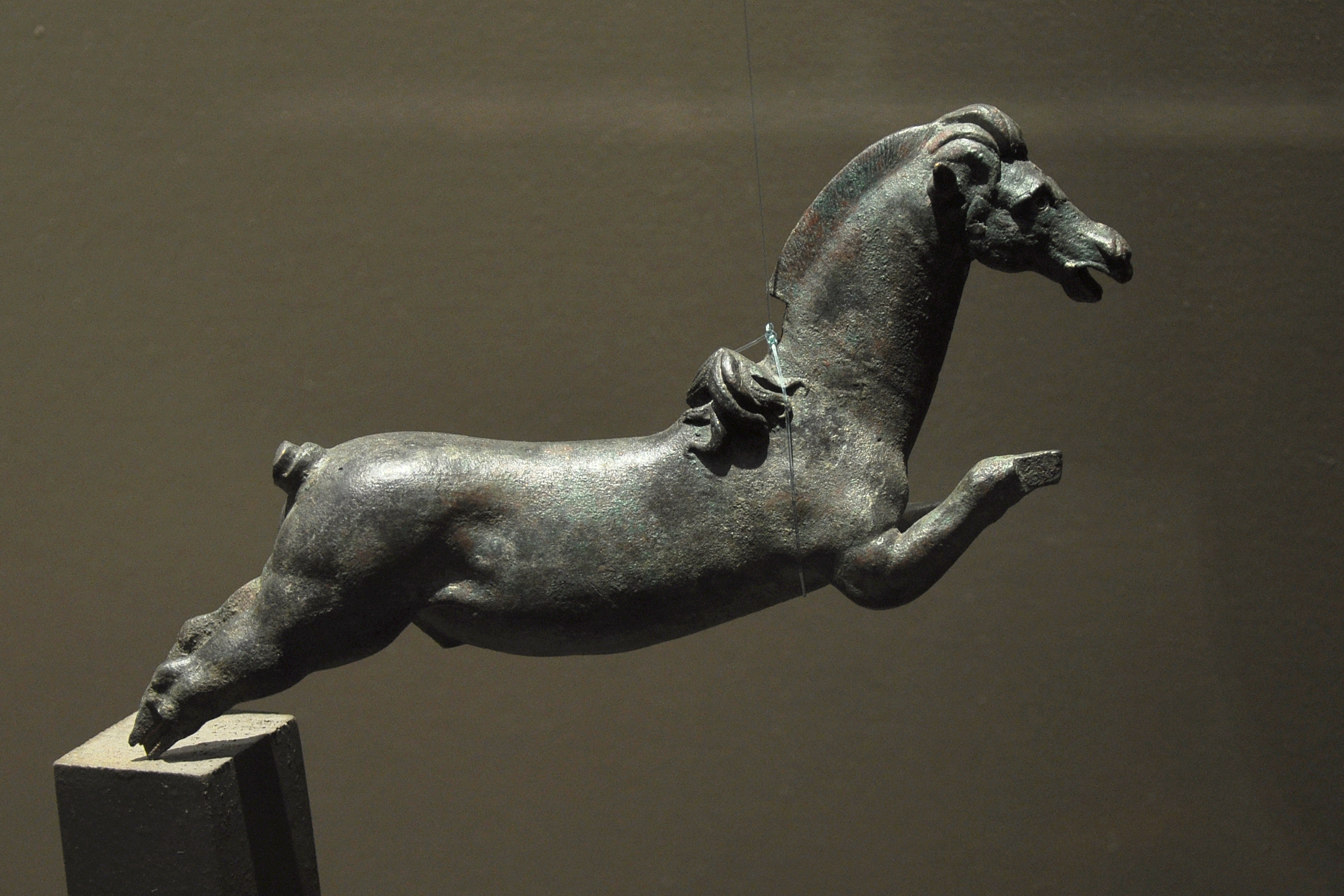
Statuette rituelle gallo-romaine de cheval, musée d'Évreux.

Dans la Gaule indépendante, Gisacum (le Vieil-Évreux) semble avoir été un sanctuaire commun à trois peuples, les Aulerques Éburovices, Aulerques Cénomans et Aulerques Diablintes. Après la conquête romaine en av. J.-C., le centre administratif de la civitas est fixé à cinq kilomètres de là, à Mediolanum Aulercorum, sur l'emplacement actuel d'Évreux, tandis que Gisacum subsiste comme un centre religieux prospère,.
Située à un carrefour de voies terrestres (Rouen - Chartres et Évreux - Paris), la cité des Éburovices a développé un commerce florissant. Les vases déposés dans la nécropole du Clos au Duc témoignent d’échanges avec le centre de la Gaule. Une inscription (CIL 3202) atteste d’une activité textile dès l'Antiquité gallo-romaine. Une autre inscription épigraphique sur bronze (L-16) se trouve au Musée d'Évreux, elle est rédigée en langue gauloise, mais elle est partielle et sa signification incertaine. Elle a été découverte en 1836 au Vieil-Évreux et se présente ainsi :

« -S, CRISPOS BOU--RAMEDON , -- AXTAC BITI EU ,--DO CARAθIIONU-- N IASELANISEBOθθU, --REMI FILIA , -- DRUTA GISACI CIVIS, SU-- »

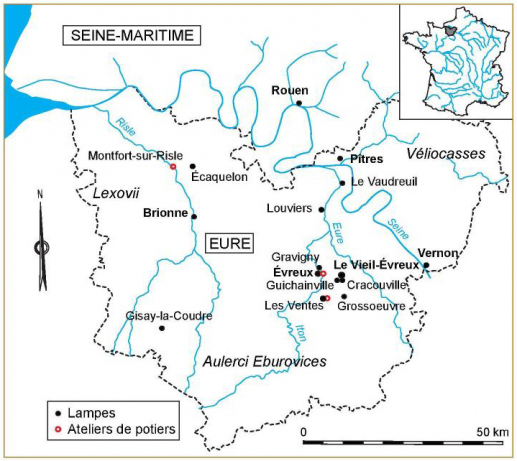
Carte des civitates gauloises de l'Eure au Ier siècle.

La construction d'un centre médico-social en 2006 a mis au jour le théâtre romain datant de l'époque de l'empereur Auguste, au 37-38 rue Saint-Louis, près du cimetière éponyme. De nombreuses incertitudes demeurent sur sa datation, mais il est abandonné par Constantin au IVe siècle.
De loin le plus vaste cimetière de l'époque gallo-romaine est celui du Clos-au-Duc au sud de l'actuel quartier de La Madeleine sur la route de Chartres. Il s'agit là d'une coutume romaine d’ensevelir les morts près des routes dans des urnes funéraires. Les données relatives à cette nécropole sont anciennes néanmoins elle est attestée dès 1927 par Henri Lamiray dans son histoire des rues d’Évreux. Néanmoins la zone fouillée est inégale d'un point de vue qualitatif puisque la zone orientale de fouille semble plus pauvre car davantage endommagée que la zone occidentale. L'organisation des sépultures semble avoir une rationalité qui nous échappe ; en fait les fouilles de 2008 n'ont pas permis de mieux comprendre la structure d'organisation interne. Si la fouille est importante d'un point de vue scientifique c'est en raison de la possibilité d'identifier les familles gallo-romaines enterrées.
Les fouilles d'extension de la Caisse d'Allocation Familiale ont permis la mise au jour de vestiges du IIe siècle dont une Vénus anadyomène, ainsi qu'à des traces d'occupation plus tardive, des IIIe et IVe siècles. Les fouilles menées au numéro 11 rue de l'Horloge montrent que le bâtiment de la CAF était à l'intérieur du castrum dans la ville gallo-romaine, dont la rue de l'Horloge constitue une artère importante entre le palais du gouverneur (à l'emplacement de la mairie actuelle) et le temple de Diane (à l'emplacement de la cathédrale).

### Antiquité tardive (285-496)

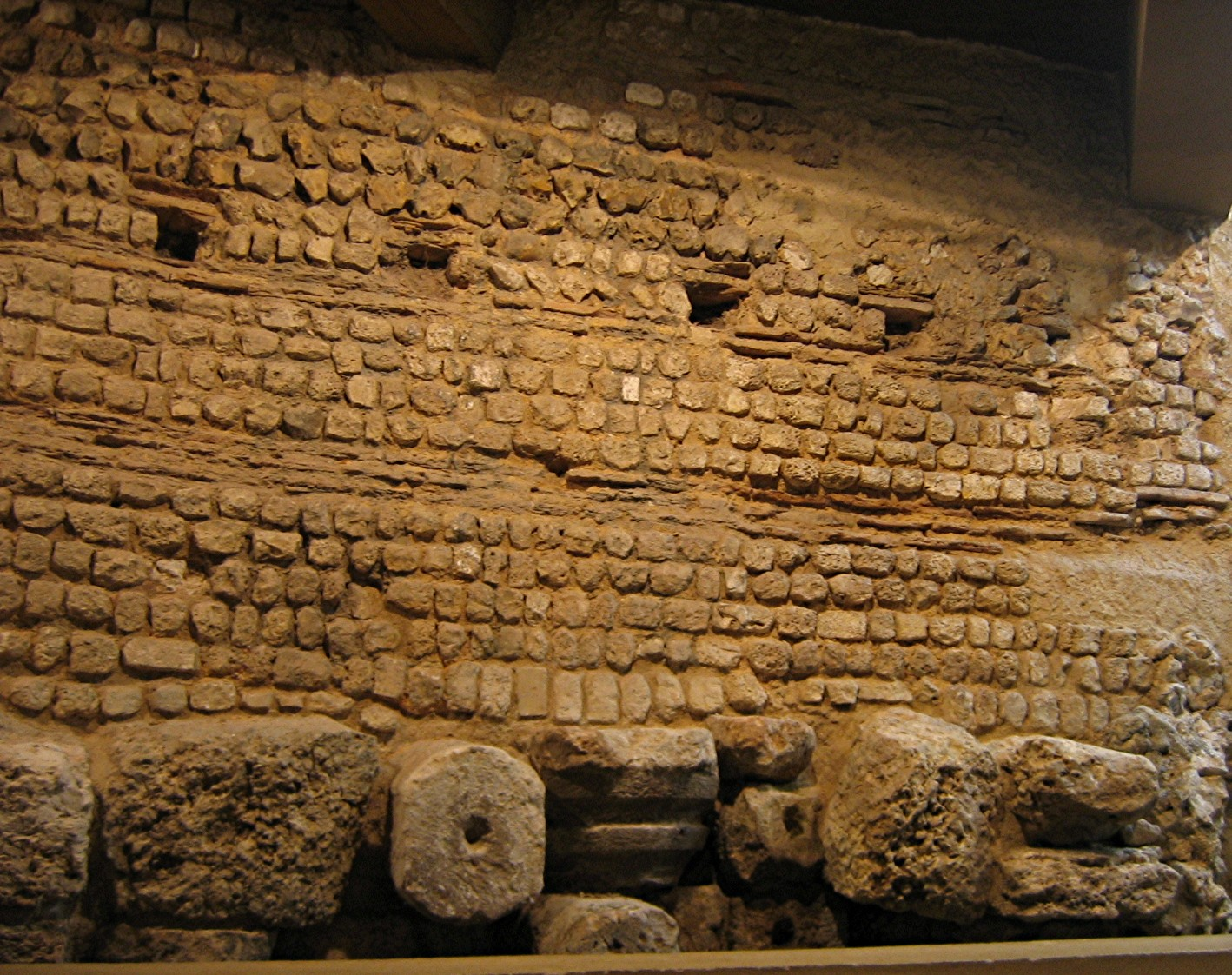
Mur d’enceinte et chaussée romaine d'Évreux, IIIe siècle, musée d'Évreux.

En 285, les Francs font irruption dans le nord de la Gaule. En réaction à la multiplication des raids germaniques en Gaule romaine, l’empereur Dioclétien subdivise les provinces de l'empire. Ainsi il crée la Lyonnaise seconde dont le territoire correspond approximativement à celui de la Normandie actuelle. À la fin du IIIe siècle, pour se protéger des raids barbares, la ville s’entoure d’un rempart que l’on peut voir aujourd'hui en partie dans le musée d'Évreux. Cette période de menaces est aussi marquée par l'enfouissement d'un trésor monétaire découvert à Évreux en 1890 sur l'emplacement de l'Hôtel de ville. Après avoir été conservé au musée d'Évreux, il a été déposé au cabinet des médailles de la Bibliothèque nationale de France. Ce trésor de 340 kg de monnaies romaines comporte environ 110 000 antoniniens, dont environ 15 500 à l'effigie de l'empereur Gallien. En 1985, près de cent ans après sa découverte, seulement 73 373 pièces avaient été inventoriées,.
Si l'on en croit la légende de saint Taurin et ce qui est corroboré par l'historien romain Ammien Marcellin[réf. nécessaire], il y aurait eu une résistance païenne à la christianisation, d'où une altercation entre les prêtres chrétien-nicéens et les prêtres païens du culte de Diane. En 380, Taurin, premier évêque d’Évreux, évangélise la contrée qui devient le siège d'un évêché (Ecclesia Ebroicensis) ; on situe sa mort vers l'an 410.

## Moyen Âge

### Les Mérovingiens (496-752)
Après sa conversion en 496, selon Grégoire de Tours, Clovis Ier, roi des Francs, entreprend de fixer et d'organiser une distinction (et non une séparation ou une soumission) des pouvoirs spirituels et temporels au concile d’Orléans ; Maurisson évêque d’Évreux, est présent à ce concile.

### Les Carolingiens et les raids vikings (752-911)
En 765, l'évêque Maurin se rend au concile d'Attigny sur ordre du roi Pépin le Bref.
En 775, le diocèse souffre d'une crise des vocations et d'un manque de prêtres.
En 801, Joseph, abbé de Fontenelle, devient évêque d'Évreux ; il semble avoir pris le parti de Lothaire contre son père l'empereur Louis le Pieux.

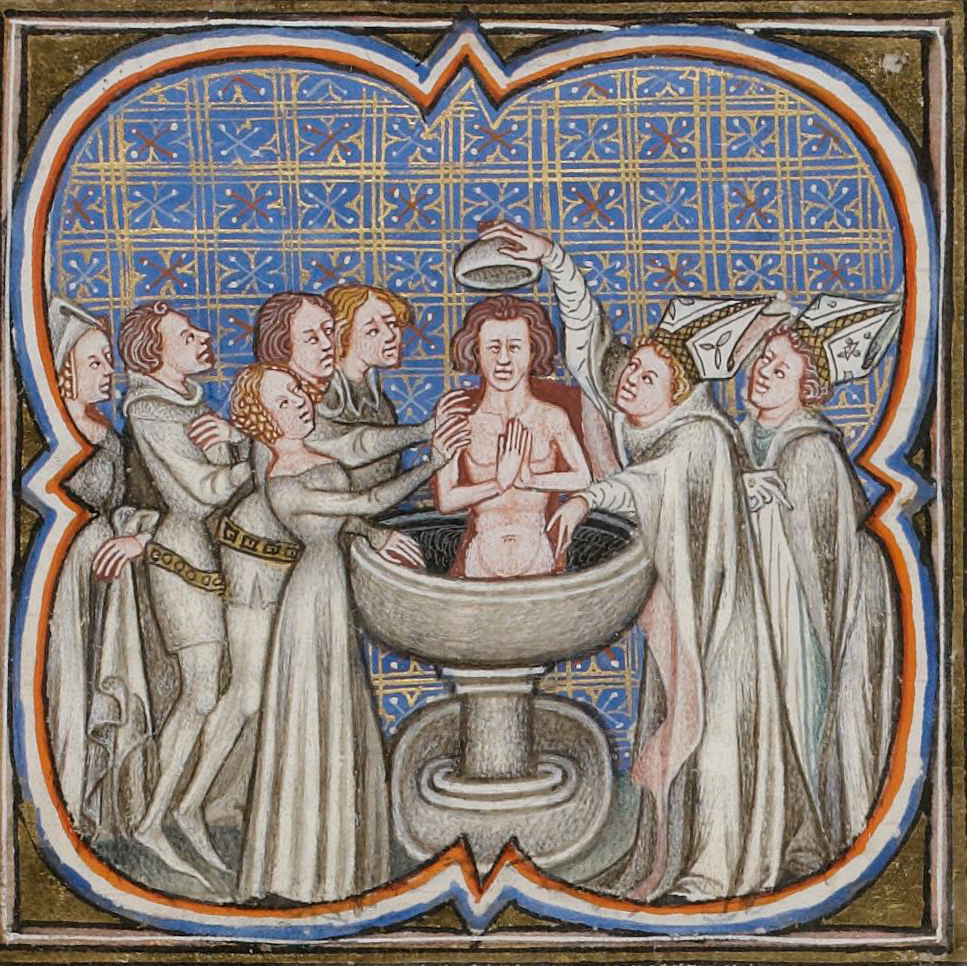
Baptême de Rollon en 911, Grandes Chroniques de France de Charles V, vers 1370,.

En 851, le nouvel évêque Gombert fait exhumer les restes de saint Leufroy d'Évreux qui avait été profondément enterré pour éviter toute profanation lors des incursions des Hommes du Nord.
Selon le moine franc Fulbert de Jumièges (connu entre autres pour la vie de saint Achard, une hagiographie), les paysans tremblaient de peur en voyant des Vikings débarquer sur le sol, les prenant pour les quatre cavaliers de l'Apocalypse venant à la fin des temps selon l'Apocalypse et la tradition eschatologique chrétienne médiévale. Ce qui témoigne non seulement de leur effroi face à des événements les dépassant, mais aussi et surtout de l'imprégnation des mentalités chrétiennes dans leur esprit dû à l'efficacité des missions pastorales monastiques du début du Moyen Âge.
En 886, les Vikings assiègent, saccagent et incendient la ville d'Évreux, qui tombe dans leur main. Leur chef, le jarl Rolf le marcheur dit Rollon, s'illustre par sa cruauté.
En 892, Rollon s'établit en Neustrie, ancien nom d'une partie du Nord de la France qui comprend la Normandie. Il prend Évreux et Bayeux par la force.
En 911, Charles III le Simple, roi de Francie occidentale, la future France, donne une région à Rollon correspondant à peu près à la Haute-Normandie, en échange de sa conversion au catholicisme ; la Neustrie occidentale devient la Normandie, et Évreux est désormais normande.

### La Normandie ducale (911-1204)

#### Rollon et ses successeurs (911-1066)

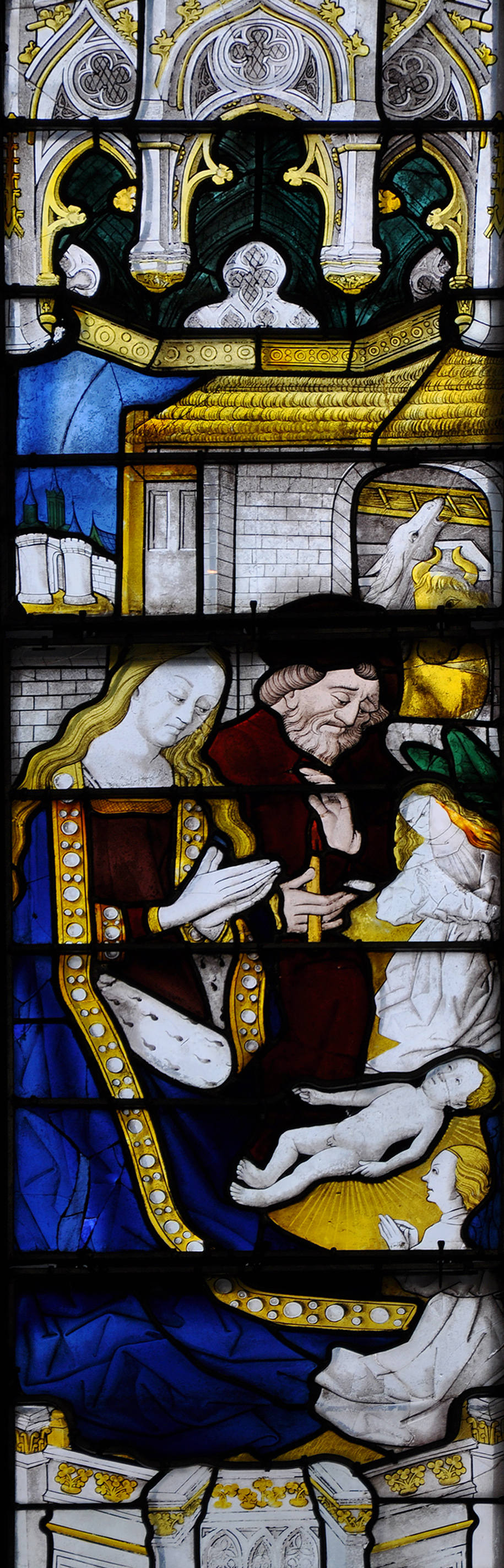
Vitrail de la cathédrale d'Évreux avec le jaune d'Évreux, innovation du XIIe siècle.

Évreux devient en 989 le siège du comté d'Évreux. Lors de la minorité du duc Richard Ier de Normandie, une forte troupe avec des hommes d'armes du Cotentin, s'opposant à la mainmise sur la Normandie par le roi de France, envahit et pille Évreux et sa région, avant d'être refoulé par le duc Hugues vassal du roi,. Lothaire pille la ville en 962.
Le droit d'organiser une foire liée à l'abbaye Saint-Taurin fut accordé par son fondateur le duc de Normandie Richard II, confirmé sous Philippe Auguste et allongé à plusieurs jours. La ville est saccagée en 1120 par Henri Ier d'Angleterre, alors en guerre contre son frère[Qui ?].
Les ducs de Normandie se distinguent, à l'époque féodale, par leur tolérance envers les minorités religieuses. Pour preuve la rue des Lombards constitue le quartier juif où officient les philosophes juifs Moïse et Samuel d'Évreux.

#### Des ducs de Normandie aux Plantagenêt (1066-1204)
Le 2 septembre 1077, l'archevêque de Rouen Jean d'Ivry (ou d'Avranches) consacre la toute nouvelle cathédrale d'Évreux à l'Assomption de la Très Sainte Vierge Marie, célébrée le 15 août, qui devient la fête patronale de tout le diocèse.
Les chanoines de la cathédrale d'Évreux font leur première apparition au XIe siècle ; l'un d'entre eux, Foulques, est mentionné pour la première fois en 1080. Il s'agit de clercs suivant pour la plupart la règle de saint Augustin, célébrant la liturgie solennelle de l'église cathédrale. Le chapitre cathédral existera jusqu'au concile Vatican II ; des stèles leur sont dédiées dans le chœur de la cathédrale d'Évreux. L'un de ses derniers membres, le chanoine Bonnenfant, écrit une monographie historique sur la cathédrale d'Évreux.
C'est à la suite de la mort sans héritier de Guillaume d'Évreux en 1118, et l'accaparation de ses terres par Henri Ier lésant le neveu de Guillaume, Amaury de Montfort, seigneur de Montfort-l'Amaury, que débute une rébellion en Normandie. Henri met le siège, qui apparaît comme tête de la rébellion, mais celui-ci menaçant de s'éterniser, il décide de brûler la ville. Amaury parviendra à récupérer Évreux, narguant le roi d'Angleterre. En 1124, le gouverneur du château était Raoul de Bayeux.

### Dans le domaine du roi de France (1204-1319)
Après la mort d'Henri II Plantagenêt (1133-1189), duc de Normandie et roi d'Angleterre et profitant que Richard Cœur de Lion soit retenu prisonnier par l'empereur germanique Henri VI capturé lors de son retour de la troisième croisade, Philippe Auguste intrigue avec Jean sans Terre, le frère de Richard Cœur de Lion, et se fait donner la place d'Évreux.
En 1194, Philippe Auguste confie la garde de la ville à Jean sans Terre. Mais ce dernier change à nouveau de camp après s'être fait pardonner par son frère Richard Cœur de Lion : alors que ses alliés français ne sont pas encore informés de son revirement, il organise un banquet au château d'Évreux où il fait massacrer 300 chevaliers fidèles au roi de France. En représailles, Philippe Auguste, abandonnant le siège de Verneuil, se dirige sur Évreux et fait brûler la ville tandis que Jean s'enfuit à Rouen pour se remettre à son frère Richard,.
Jean sans Terre, ayant succédé à Richard en 1199, se rend impopulaire en Normandie par le désordre de ses finances et par son manque d'égards pour ses vassaux laïcs et ecclésiastiques et au printemps 1199 Philippe Auguste se lance dans la conquête de la Normandie et reprend rapidement la ville et le comté d'Évreux. À noter que Philippe Auguste rencontra peu de résistance quand il s'empare du duché en 1204.
Il est à remarquer que la famille Dévereux que l'on retrouve en Angleterre (notamment en Essex dont plusieurs comtes étaient des Devereux) et en Irlande tire son nom de la ville. Originellement d'Évreux, l'article s'est agglutiné et une voyelle e caractéristique de l'anglo-normand s'est développée dans le groupe consonantique vr d'où Devereux (Svarabhakti). De même pour la famille Abreu au Portugal et plus tard en Espagne.

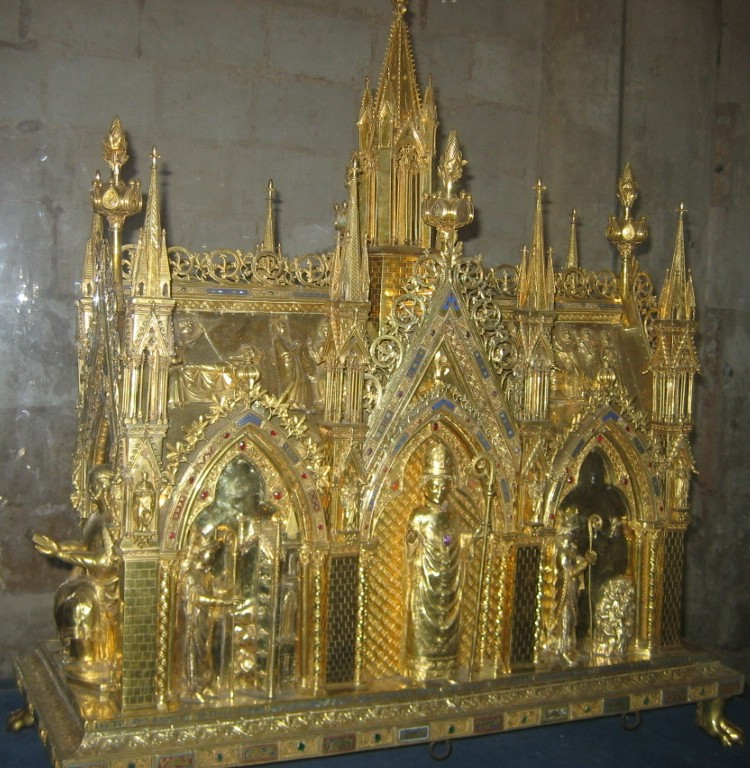
Châsse de saint Taurin, XIIIe siècle.

Sous le règne de Louis IX dit Saint Louis (1226-1270), l'ordre dominicain, aussi appelé ordre des Prêcheurs, obtient l'autorisation de bâtir un couvent à Évreux ; il sera mis au jour en 2011 lors de fouilles archéologiques préventives. Cette découverte a permis d'en savoir davantage sur l'architecture médiévale en mettant en évidence une forme singulière d'ouvrage d'art architectural : des contreforts quadrangulaires. Les sondages effectués ont permis de découvrir des corps provenant du cimetière paroissial Saint-Adrien aujourd'hui disparu.
Sous l'épiscopat de Luc (1203-1220), on retrouve les reliques de saint Taurin, saint patron de la ville, cachées pendant les invasions des Vikings.
En 1275, le roi Philippe III le Hardi signe la charte pour la reconnaissance des privilèges dévolus à l'abbaye Saint-Sauveur et au chapitre d'Évreux.
En 1279, les religieuses de Saint-Sauveur demandent et obtiennent de Pierre de Guichainville que l'on détourne un bras de l'Iton à leur profit.
En 1280, Raoul d'Harcourt, archidiacre de Rouen et de Coutances, établi à Paris, achète une maison pour y loger les élèves de l'université de Paris originaires des diocèses d'Évreux, Bayeux et Coutances ; c'est l'origine du collège d'Harcourt.
En 1290, Mathieu des Essarts, évêque d'Évreux et juge canonique, est désigné arbitre dans le différend financier opposant Raoul d'Harcourt à l'abbaye Saint-Taurin ; les minutes du procès témoignent de l'importance que revêt la justice au Moyen Âge.

### La guerre de Cent Ans (1328-1441) et la rivalité franco-anglo-navarraise

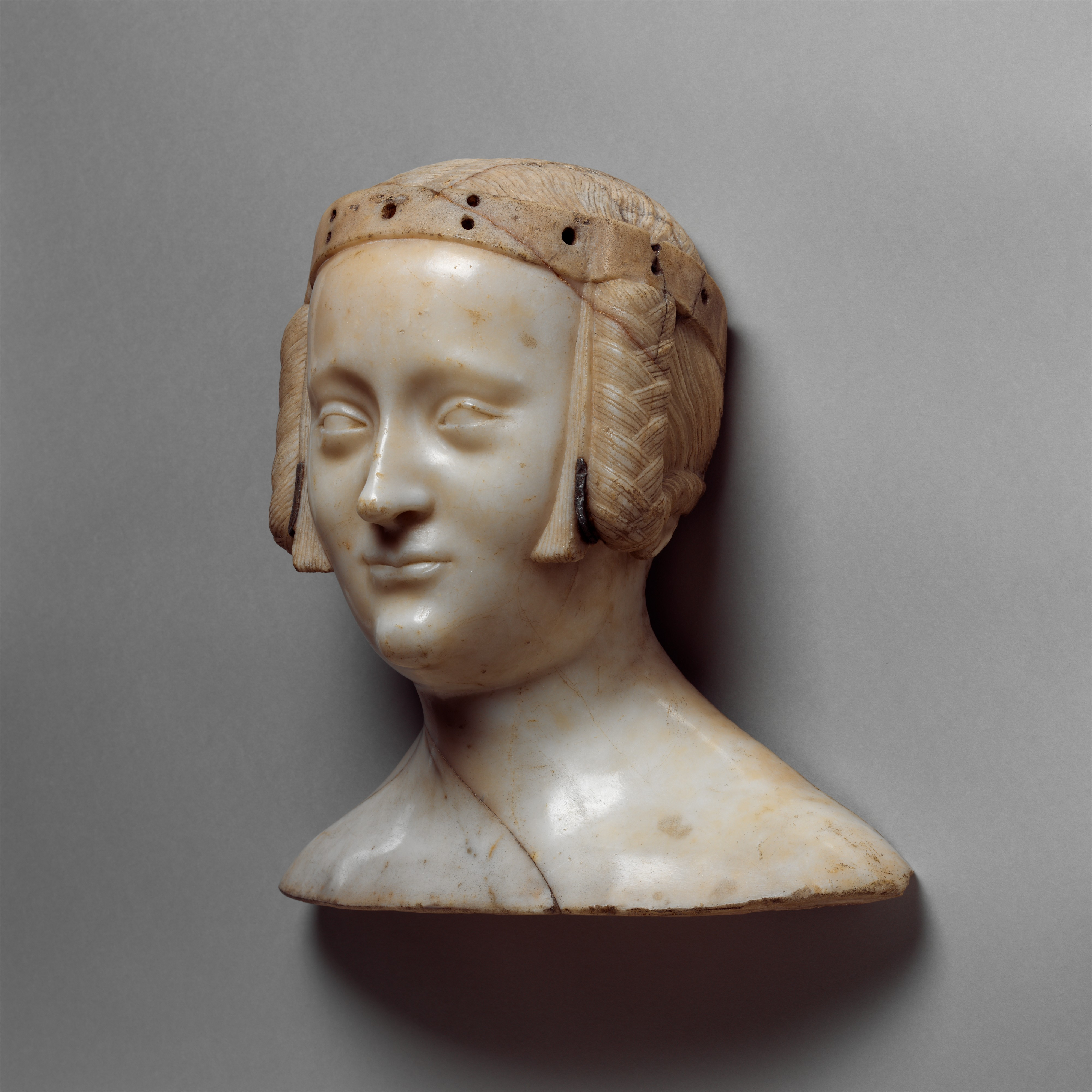
Buste de Jeanne d’Évreux (1327-1341).

Durant le XIVe siècle et la première moitié du XVe siècle, la maison d'Évreux, branche cadette de la dynastie capétienne, connut son apogée. Avec le mariage de Philippe d'Évreux avec Jeanne II de Navarre, fille de Louis X le Hutin, les Évreux règnent sur le royaume de Navarre. La famille d'Évreux-Navarre possédait un manoir à Saint-Germain-lès-Évreux (quartier contemporain de Navarre). Le futur roi Charles II de Navarre, dit le Mauvais, y naquit en 1332.
Capitale du comté d'Évreux, la ville eut à souffrir des combats entre troupes françaises et navarraises en 1356-1358, 1364 et 1378. Prise en avril 1378, la ville fut définitivement confisquée par Charles VI au roi de Navarre en 1385.
La lignée principale de la famille d'Évreux s'éteignit en 1400 avec la mort de Louis d'Évreux, cousin de Charles II, tandis que la lignée navarraise (la maison capétienne d'Évreux-Navarre) persista jusqu'en 1441.
La tour de l'Horloge est construite de 1408 à 1410.
Pendant la guerre de Cent Ans, la ville est prise en 1418 par le roi anglais Henri V. Les Anglais la conservent jusqu'en 1441.
Guillaume de Cantiers, évêque de 1400 à 1418, qui avait rempli plusieurs missions diplomatiques pour le roi de France, est abattu à Paris le 12 juin 1418 avec d'autres dignitaires pendant une émeute du parti des Bourguignons contre les Armagnacs. Le palais épiscopal d'Évreux est pillé par les Anglais et les partisans de Guillaume de Cantiers rançonnés. Son successeur, Paul Capranica, un Romain envoyé par le pape Martin V, reconnaît la souveraineté de Henri V de même que son successeur Martial Fournier. Pasquier de Vaux, élu évêque en 1439, fait lui aussi allégeance au roi d'Angleterre et doit quitter Évreux pour Lisieux lorsque les Français reprennent la ville.

### Le Moyen Âge tardif (1441 - 1515)

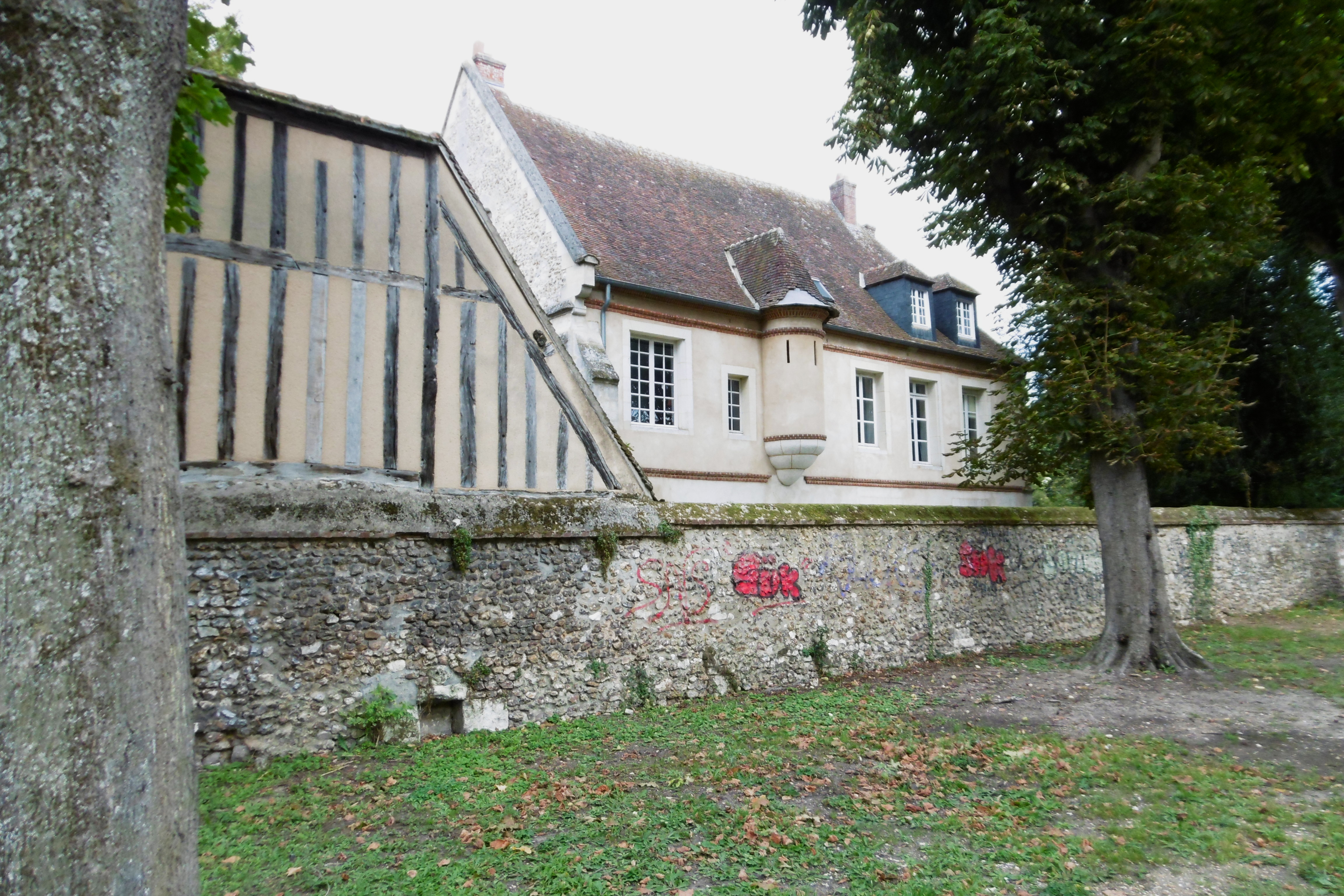
Maison du XVe siècle style gothique flamboyant située rue Charles-Corbeau.

Évreux retourne à la souveraineté du roi de France en 1441 grâce à l’action de son bailli, Robert de Flocques, dont la dalle funéraire se trouve dans l'église de Boisney. Une allée lui est consacrée en hommage en centre-ville, sur les bords de l'Iton. Cependant, entre 1443 et 1464, une rivalité oppose deux prétendants au siège épiscopal, Pierre de Comborn, investi par le roi d'Angleterre, et Guillaume de Floques, investi par le roi de France.
Jean de la Balue, évêque de 1465 à 1467 avant d'obtenir son transfert à Angers, embellit la cathédrale en y ajoutant un dôme, une chapelle de la Sainte-Vierge et une bibliothèque.
Raoul du Fou, grand échanson de Louis XI, est évêque de 1479 à 1511. Il fait construire le palais épiscopal et obtient le droit pour la ville d'élire un maire, six échevins et un procureur.
Le Moyen Âge tardif voit aussi le réaménagement de la cathédrale d'Évreux avec la consécration de la chapelle axiale, consacrée à la Mère de Dieu par Louis XI, suzerain de Raoul du Fou et bienfaiteur de cette église. Le vitrail de la vierge témoigne aussi du mécénat des Valois en faveur d'Évreux.
Les fouilles archéologiques de 2018 ont mis au jour les fortifications orientales de la ville d'Évreux, parmi lesquelles se trouvait le moulin du roi (ou moulin du château), construit sous Louis XII (1498-1515). C'était une partie d'Évreux constituée alors d'étangs servant de défense naturelle à Évreux. Ces fouilles ont eu lieu en raison de l'aménagement de la nouvelle place de Sepmanville.

## Époque moderne

### La Renaissance et les guerres de Religion (1515 - 1610)

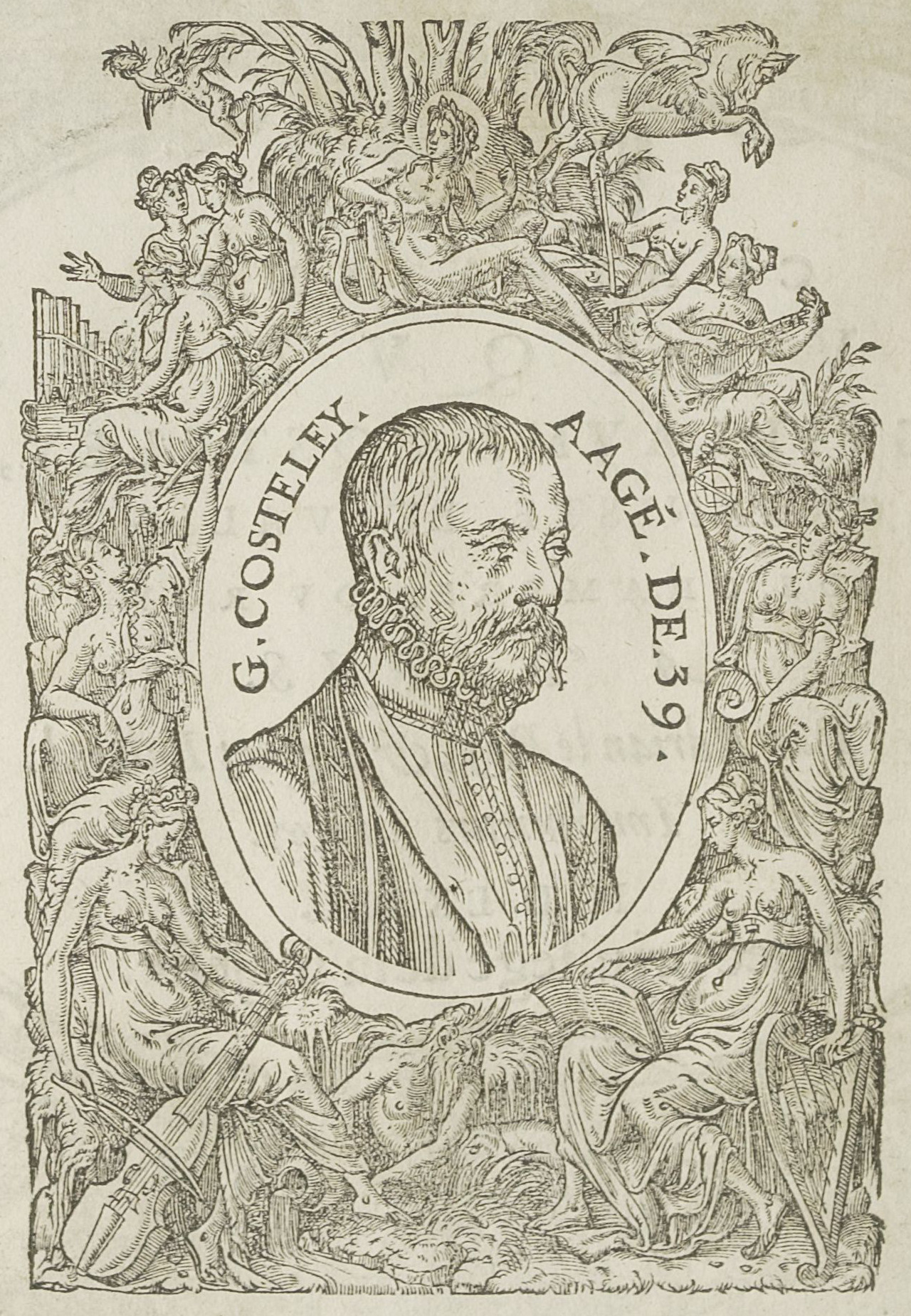
Guillaume Costeley (1530-1606), gravure de son traité La Musique, 1579.

En 1535, l'auberge de la Biche est construite à la suite d'une visite de François Ier, qui observa une biche en train de mettre bas son petit. L'auberge a brûlé en 2008 quand elle fut transformée en résidence.
En 1537, l'auberge du Lion d'Or est construite ainsi que l'hôtel de la Biche (aujourd'hui disparu).
La Réforme protestante à Évreux est essentiellement calviniste. L'organiste et compositeur Guillaume Costeley (né probablement du côté de Pont-Audemer) est une figure emblématique de cette époque tant du point de vue stylistique que pour son rôle historique ; organiste du roi de France Charles IX, il contribua à la diffusion des poèmes de Ronsard en les mettant en musique : Mignonne allons voir si la rose..
L'Église catholique compte trois martyrs des guerres de Religion. Trois religieux ébroïciens furent en effet abattus en haine de la foi catholique par les soldats huguenots de l'amiral de Coligny Gaspard II le 5 février 1562, dans les faubourgs d'Évreux, lors du siège de la ville. Il s'agit de :
1. Denis Dupont, cordelier (franciscain), les yeux crevés, la tête fendue et le corps roué de coups ;
2. Louis Le Grip, cordelier (franciscain), tué d'une balle dans le cou ;
3. Robert Culvan, jacobin (dominicain), percé de flèches.

Le  duc d'Aumale de la maison de Lorraine-Guise libère finalement Évreux du siège protestant et le chanoine Guillaume Foucault fonde, en action de grâces pour la délivrance de la cité, l'office solennel de sainte Agathe avec une procession générale qui, jusqu'en 1790, traversera les rues d'Évreux chaque 5 février après tierce.
En 1569, le comté d'Évreux devient un duché-pairie par la volonté du roi Charles IX (1560-1574) pour son frère le duc d'Alençon.
Jacques Davy Du Perron, évêque d'Évreux, est un controversiste réputé ; en 1600, à Fontainebleau, un débat en présence de Henri IV l'oppose au théologien calviniste Philippe Duplessis-Mornay.

### Sous le règne deLouisXIII(1610 - 1643)

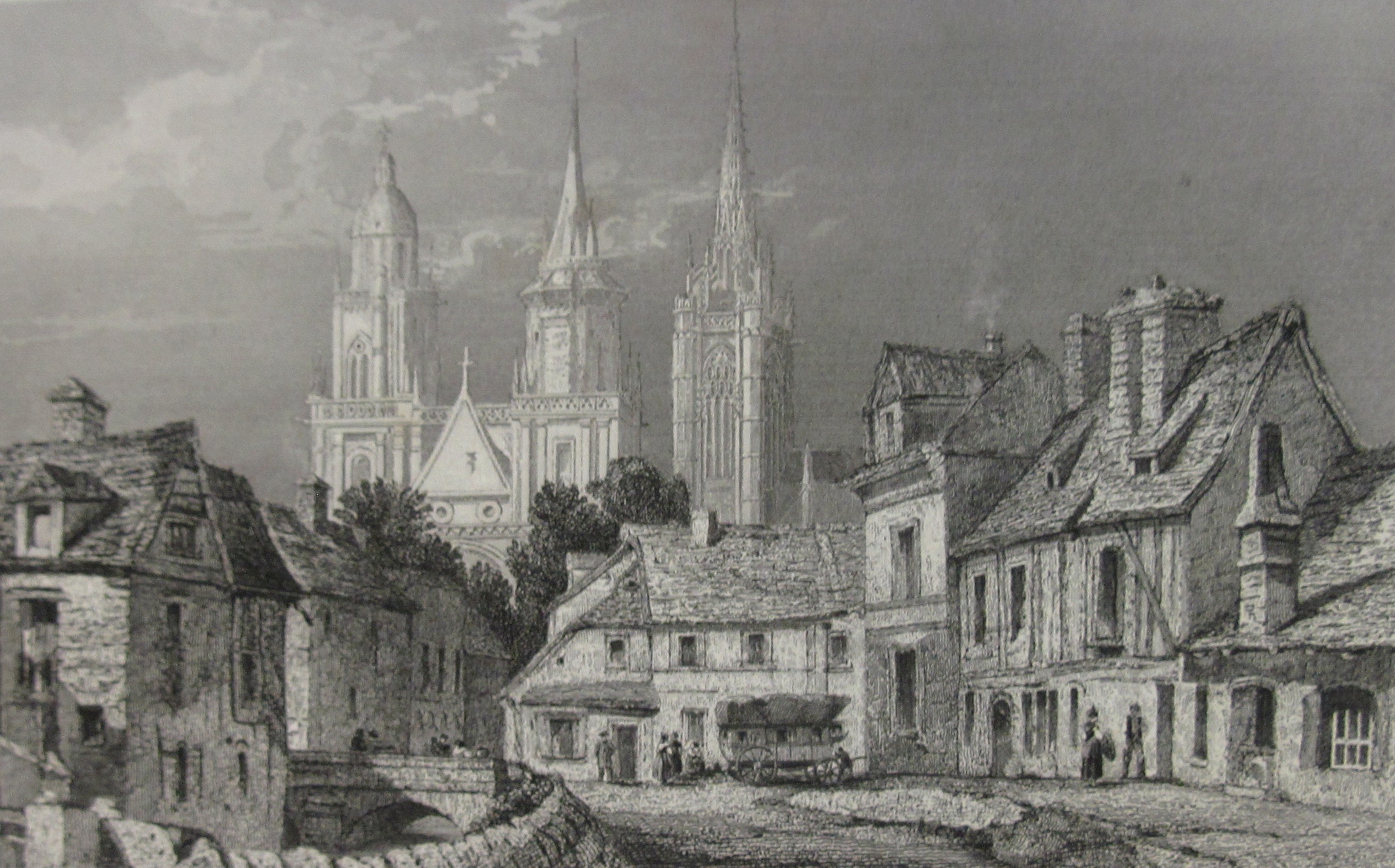
La cathédrale et les berges de l'Iton, gravure de Léon Morel-Fatio, 1885.

À la suite de la déclaration de Nantes du 31 juillet 1626, par laquelle, Louis XIII, sur le conseil de Richelieu, publie l'ordonnance « pour le rasement et démolition de toutes sortes de fortifications des villes et châteaux qui ne sont aux frontières et importants au royaume », les fortifications sont démantelées.
En 1638, Louis XIII est sans enfant car son épouse Anne d'Autriche apparaît stérile. Priant la Vierge Marie, elle enfante le 5 septembre un Dauphin, le futur Louis XIV. Les souverains consacrent alors la France à la Vierge, en faisant du 15 août un jour chômé.
Louis XIII procède à de grands aménagements à l'intérieur de la cathédrale, créant des chapelles auxquelles s'ajoutent la reconstruction du couvent incendié des Capucins et la création de la place de la Vierge dans le faubourg Saint-Léger, donnant lieu à des processions.
Le poète burlesque Saint-Amant se plaint du manque d'amusements dans cette ville trop ecclésiastique et écrit à son ami Nicolas Faret :
O bon yvrogne ! ô cher Faret !

Qu'avec raison tu la méprises !

On y voit plus de trente églises

Et pas un pauvre cabaret.

### Sous le règne deLouisXIV(1643-1715)

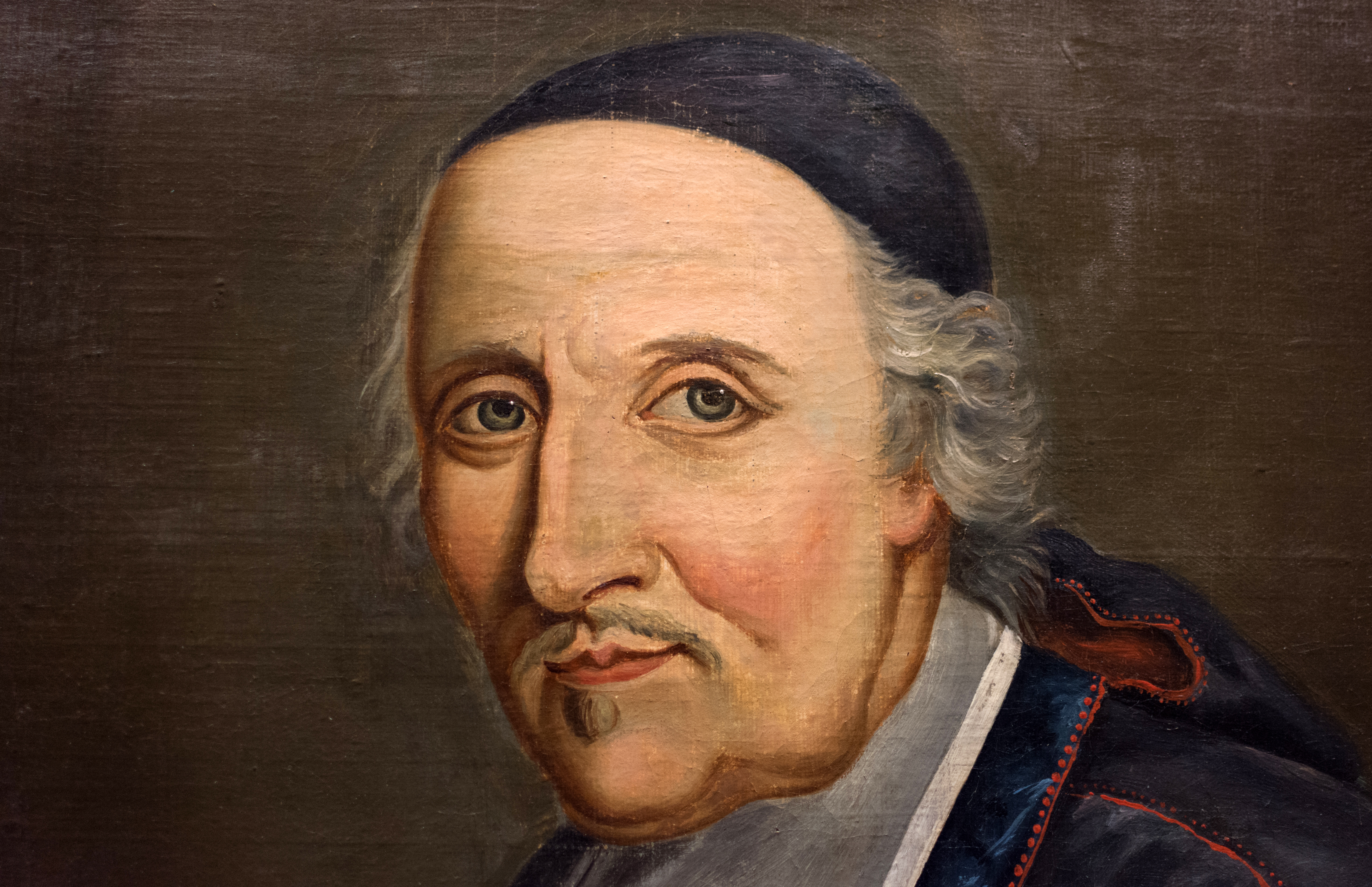
François de Laval, grand-archidiacre d'Évreux, premier évêque de Québec.

De 1646 à 1653, François de Laval (1623-1708), neveu de l'évêque d'Évreux François de Péricard, est grand-archidiacre d'Évreux. Chanoine de la cathédrale, il y est ordonné prêtre le 1er mai 1647. Enthousiasmé par le missionnaire Alexandre de Rhodes, il se porte volontaire pour les missions, avec ses amis François Pallu et Pierre Picques. Il est nommé en Nouvelle-France à la demande de Louis XIV le 6 janvier 1657, sacré évêque in partibus de Pétrée à Paris le 8 décembre 1658 par son ami François II Servien, évêque de Bayeux, et arrive à Québec le 16 juin 1659. Membre du Conseil souverain fondé par Louis XIV (1663) et même gouverneur de la Nouvelle-France (en 1663 et 1682), il est le premier évêque de Québec (1674).
Il choisit pour lui succéder Henry-Marie Boudon (1624-1702), grand-archidiacre d'Évreux de 1654 à 1702, auteur spirituel et prédicateur de missions jusqu'en Flandre et Bavière, et directeur spirituel de Mauricette-Fébronie de La Tour d'Auvergne (1652-1706), fille du comte d'Évreux Frédéric-Maurice de La Tour-d'Auvergne et épouse de Maximilien-Philippe de Bavière-Leuchtenberg, régent de Bavière.
En 1656, lors de la Fronde des princes, succédant à celle des parlementaires (contestant la régence d'Anne d'Autriche), un tir d'arquebuse cause des impacts de balle sur la tour de l'Horloge, pour forcer Évreux, fidèle au roi, à capituler.
En 1680, Louis-Joseph Adhémar de Monteil de Grignan est nommé évêque d'Évreux, ce qui amène Madame de Sévigné, belle-mère de son frère, à écrire une description de la ville :

« Qu'est-ce qu'Évreux ? - Le voici : Évreux est la plus jolie ville de Normandie, à vingt petites lieues de Paris, à seize de Saint-Germain ; elle est à M. de Bouillon ; l'évêché vaut vingt mille livres de rente ; le logement est très beau ; l'église est des plus belles ; la maison de campagne est une des plus agréables qu'il y ait en France. »

Vers 1680, Jean Eudes fonde un grand-séminaire non loin de l'abbaye Saint-Taurin, à la demande de l'abbé Boudon et du chanoine de Melleville, doyen du chapitre cathédral.
En 1709, le diacre Bagnolet commet un cambriolage violent au couvent des moniales de Saint-Sauveur.

### Sous la régence de Philippe d'Orléans (1715-1723)
En 1716, l'évêque Jean Le Normand supprime un certain nombre de fêtes diocésaines qu'il juge inutiles. Début de la remise en cause du primat du spirituel sur le temporel à Évreux.
En 1718, Marie Angélique de Guéné, religieuse à l'abbaye Saint-Sauveur, guérit miraculeusement ; son cas fut passionnément étudié l'année précédente par la faculté de médecine de Paris, et constitue le premier cas clinique avéré de névrose dont elle souffre depuis l'adolescence.
La même année, des lettres patentes signées par le régent Philippe d'Orléans au nom du jeune Louis XV, confirment la possession d’Évreux et de son comté à la famille de Bouillon ; leur pouvoir devient héréditaire par primogéniture masculine.
En 1722, Pierre Le Brasseur écrit la première histoire d'Évreux : Histoire civile et ecclésiastique du comté d'Évreux.
Le 21 avril 1722, deux ponts sont reconstruits à Évreux après les inondations : le pont du Collège et le pont du Moulin Saint-Thomas près de la place de la Vierge. La cité est d'ailleurs appelée la ville aux Cent-Ponts.

### Sous le règne deLouisXV(1723-1774)

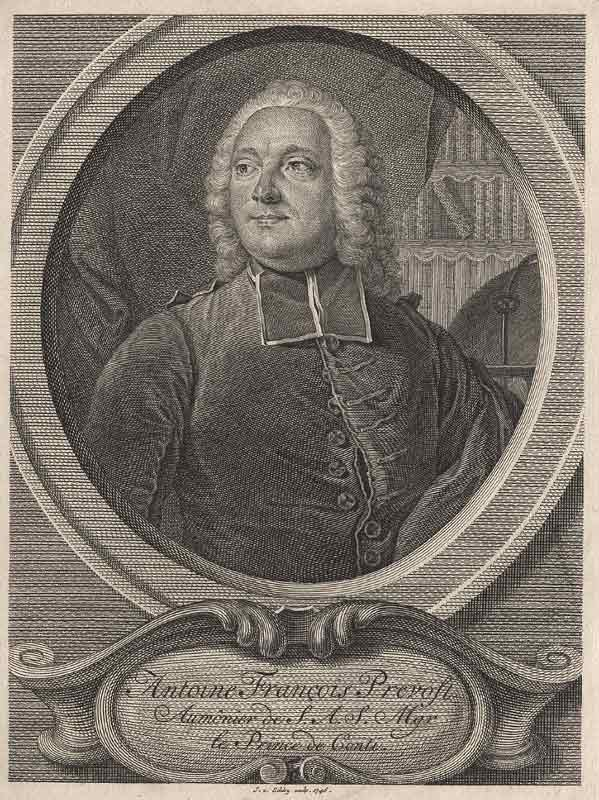
Gravure d'Antoine François Prévost, auteur de Manon Lescaut, roman du XVIIIe siècle et prédicateur à la cathédrale d'Évreux.

En 1726, le jeune abbé Prévost, élève des bénédictins et futur auteur de Manon Lescaut, est choisi comme prédicateur à la cathédrale ; son éloquence nourrie par la fréquentation de la littérature mondaine a un grand succès,.
En 1748, le duc de Bouillon, pour l'agrément et l'esthétique, fait aménager des chutes d'eau sur le cours de l'Iton.
En 1760, le moulin de Saint-Taurin, constitue une pêcherie à sec, alimentant la ville d'Évreux en poissons frais. Les eaux de l'Iton sont alors très poissonneuses, les anguilles sont très nombreuses.
En 1772, par charité chrétienne et souci de stabilité sociale, l'évêque ordonne l'extinction de la mendicité. Il pallie ainsi aux carences du pouvoir municipal qui n'arrive pas à trouver de solutions concrètes au problème.

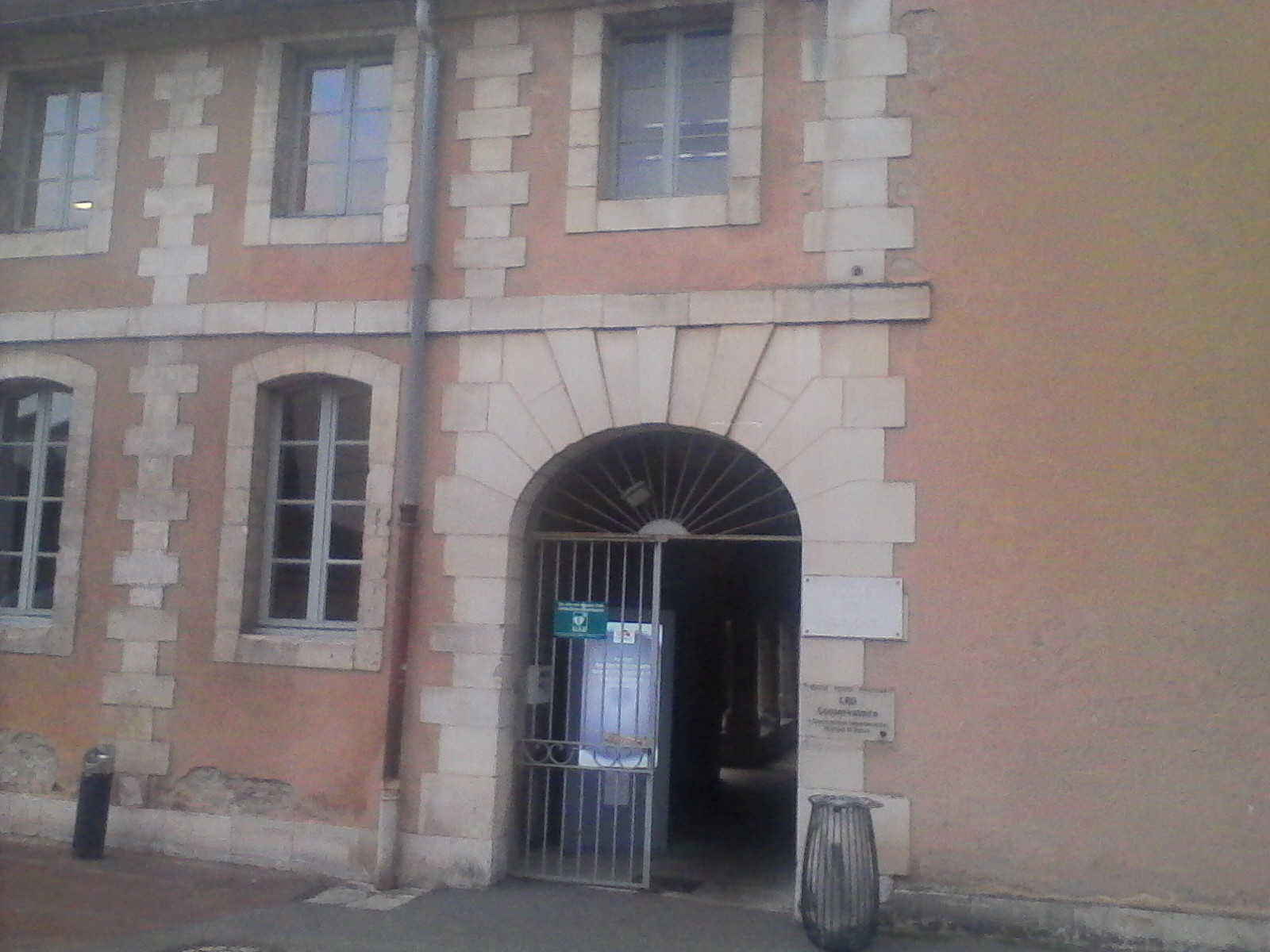
Le couvent des Capucins à Évreux est l'actuelle école de musique, elle date du XVIIIe siècle. C'est un ancien monastère franciscain.

Au XVIIIe siècle, sous l'impulsion des comtes d'Évreux, la ville connaît un important renouvellement urbain avec la construction du château de Navarre en style rococo. Dans la cathédrale est installée la grille de style Louis XV séparant le chœur de la nef. Le grand orgue construit au XVIIIe siècle brûlera en 1940, lors du bombardement aérien allemand de la ville.
C'est sous le règne de Louis XV que Simon Passot aurait fondé sa manufacture, future « manufacture royale de coutil » et plus récemment « Manufacture Passot et Thirouin », qui inaugure la phase florissante de l'industrie textile d'Évreux.
Au XVIIIe siècle, d'importants travaux d'urbanisme tendent à faire disparaître les cimetières paroissiaux par souci d'hygiène et de rationalisation de l'espace urbain, comme celui de Saint-Thomas.

### Les débuts du règne deLouisXVI(1774-1789)
En 1775, la construction du séminaire des Eudistes est achevée avec un net dépassement de budget. Il se chiffre financièrement à 60 000 livres — en sachant que 1/2 livre correspond au salaire d'un ouvrier textile.

## Époque contemporaine

### La Révolution (1789-1799)

#### Les États généraux et l'échec de la monarchie constitutionnelle (1789-1792)
Au printemps 1789 sont élus les députés des États généraux, par ordres (noblesse, clergé et tiers état) et circonscriptions,.

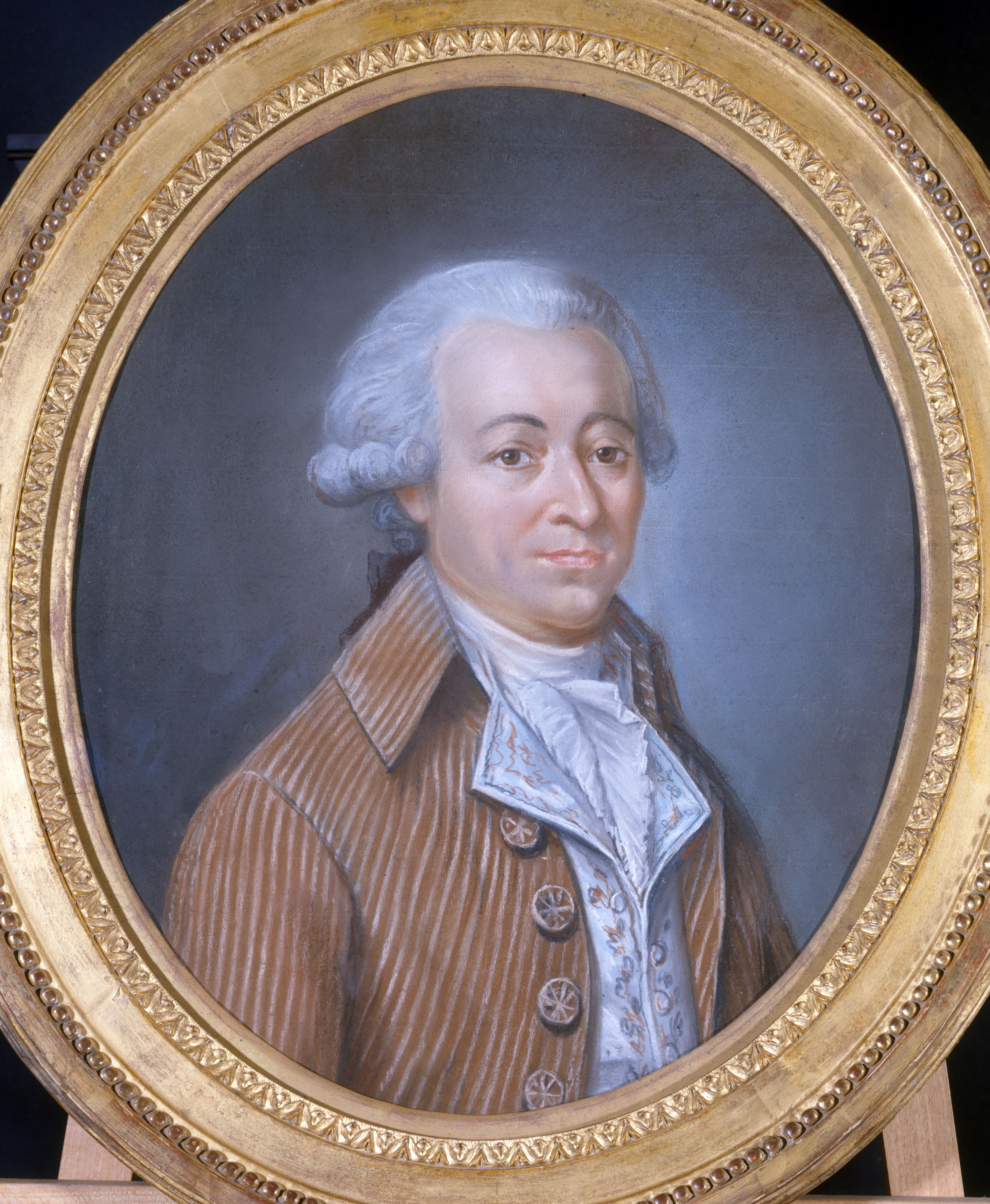
Portrait présumé de Buzot, révolutionnaire français de 1789, député de l'Eure et membre éminent des Girondins à Évreux, exposé au musée Carnavalet. Huile sur toile.

En juillet 1789, la rumeur des complots aristocratiques se répand dans le département de l'Eure. À Évreux, des « comités permanents » se forment (selon le témoignage de Georges Lefebvre). Néanmoins, la réaction populaire est relativement modérée et touche surtout le sud-ouest du département. Les échevins (ancêtres des conseillers municipaux sous l'Ancien Régime) cherchent à se maintenir au pouvoir.
Le 28 octobre 1789, Godefroy de La Tour d'Auvergne, duc de Bouillon, donne une quantité d'armement provenant du château de Navarre (à l'emplacement de l'actuel hippodrome et de la ferme pédagogique).
Le 15 février 1791, Thomas Lindet, curé de Sainte-Croix de Bernay et député à l'Assemblée constituante, est élu évêque constitutionnel en remplacement de François de Narbonne-Lara qui avait refusé de prêter serment à la constitution civile du clergé. Le 30 octobre 1791, en présence du maire Duvaucel et de la Garde nationale, la société des amis de la constitution remet une couronne civique aux députés Thomas Lindet et François Buzot. En décembre 1792, Lindet fait savoir qu'il se démet de ses fonctions religieuses et se marie. Les prêtres jureurs autour de Thomas Lindet, tendance majoritaire à Évreux, s'opposent à la droite catholique contre-révolutionnaire des prêtres réfractaires. Les Bénédictines sont bannies de leur monastère Saint-Sauveur à l'emplacement de l'ancienne morgue rue Saint-Sauveur courant 1792,.

#### La République et ses conflits (1792-1799)
Après le coup de force du 2 juin 1793 des montagnards qui renversent le parti modéré des girondins, François Buzot essaie vainement de faire de cette ville un centre de résistance à la Convention montagnarde tandis que son collègue Lindet se rallie à la Montagne. Lindet, représentant en mission de la Convention après la défaite des fédéralistes à la bataille de Brécourt, arrive à limiter les excès de la répression ; il se contente de faire brûler en effigie Buzot alors en fuite, démolir sa maison et élever une colonne d'infamie sur son emplacement. Les autorités locales, à l'exception du directoire du département, sont maintenues en place.
Cette époque voit la naissance d'une presse politique jacobine d'opinion, résolument révolutionnaire et républicaine intransigeante avec le Bulletin de l'Eure de Nicolas Rogue. L’expérience journalistique engagée est de courte durée car il disparaît le 4 floréal an IV (23 avril 1796) de la république.
En 1793, la cathédrale d'Évreux, suivant le sort de l'église de Saint-André-de-l'Eure, est transformée en temple de la déesse Raison. Il s'agit d'un culte déiste imposé par le Comité de salut public ; les Sans-culottes officient afin de délivrer leur morale laïque. Toutes les statues ornant les tympans de la cathédrale sont détruites par les révolutionnaires, et plusieurs églises de la ville sont saccagées et détruites. Le 18 novembre 1793, les représentants en mission Legendre, Lacroix et Louchet réclament au comité de surveillance local l'arrestation de douze personnes suspectes de fédéralisme dont l'ancien maire Jérôme Letellier.
En 1794, la ville connaît plusieurs victimes de la Révolution :
- le 3 janvier 1794, onze des douze détenus liés au parti des girondins sont envoyés à Paris pour être jugés, moins Jérôme Letellier qui s'était tué d'un coup de pistolet dans sa prison la nuit précédant le départ[91]. Les autres, emprisonnés à Paris en attente de jugement, sont sauvés par la chute de Robespierre le 9 thermidor (27 juillet 1794)[92] ;
- le 28 mai, René Vallée, curé de Pithienville, est décapité place Saint-Léger à Évreux ;
- François Buzot, qui s'était caché dans les grottes de Saint-Émilion avec d'autres proscrits, doit fuir pour échapper à l'arrestation ; on le trouve mort dans un champ, sans doute suicidé, le 18 juin 1794[93] ;
- le 13 juillet, l'abbé Antoine Marie François Hallé d'Amfreville, chanoine d'Écouis, est décapité à Évreux ;
- l'une des carmélites de Compiègne décapitées à Paris le 17 juillet, Julie-Louise de Jésus, née Rose Chrétien de Neuville, était native d'Évreux ;
- le frère Louis Janthia, de l'abbaye Saint-Taurin d'Évreux, est exécuté à Paris le 26 juillet.

Un peu plus tard, sous le Directoire, Évreux retrouve lentement le calme d'une vie provinciale ; les sociétés savantes se multiplient alors, dont la Société libre de l'Eure en 1798. En 1796, le grand séminaire abrite le siège d'une école centrale qui « fut au nombre des meilleures de la France » ; François Rever y est professeur. Il transfère le collège au couvent des Capucins le 10 germinal an VII (30 mars 1799).
Le 24 juin 1797, Goubert, président du conseil départemental, est assassiné alors qu'il sortait d'un dîner au château de Navarre chez Jacques-Léopold de La Tour d'Auvergne, fils de Godefroy, ci-devant duc de Bouillon et comte d'Évreux, libéré de prison après la chute de Robespierre le 9 thermidor ; les contemporains attribuent ce crime tantôt aux jacobins, tantôt à la chouannerie.

### Le Consulat et le Premier Empire

#### Le Consulat (1799-1804)
En 1800, vente à l’horloger Rouillon de l’église Saint-Léger avec l'obligation d’aménager le cimetière afin d’enterrer convenablement les morts sous l'ordre du nouveau maire Dureau de la Buffardière.
En 1801, sur la route de Bellengreville à Évreux, la découverte fortuite de tombeaux médiévaux par un paysan marque le début de l'archéologie sur le territoire ébroïcien.
La même année au théâtre-opéra de Rouen, Évreux est à l'honneur avec la représentation de la comédie Le Locataire[Quoi ?], sur un fond de mariage contraint, il célèbre la bravoure des soldats de la garnison ébroïcienne.
Au tournant de l'année 1802, la prison rue Chartraine disparaît ; la municipalité en vend les locaux. La prison s'installe rue de Verdun près du palais de justice avant de déménager — après l'incendie de cette dernière causé par un détenu — à La Madeleine, alors en pleins champs en 1911.

#### Le Premier Empire (1804-1814)

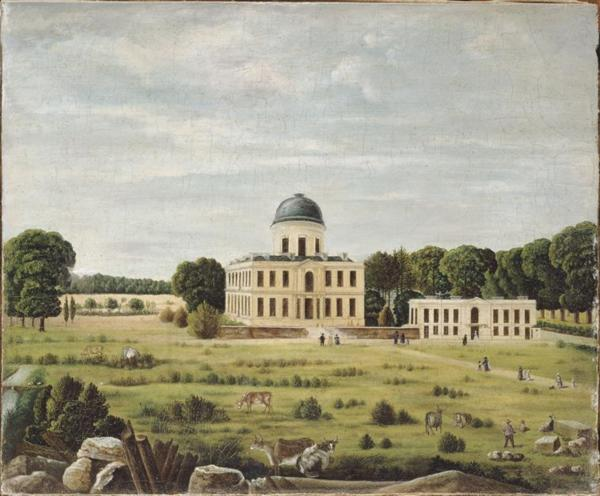
Le château de Navarre au début du XIXe siècle, gravure anonyme.

En 1810, Joséphine de Beauharnais s'installe brièvement à Évreux après avoir été répudiée par Napoléon Ier, empereur des Français, pour ne pas avoir eu de descendance en lignée masculine. Elle a une passion débordante pour le théâtre et l'architecture. Elle fait transformer le château de Navarre, ancienne demeure de campagne des ducs de Bouillon, comtes d'Évreux. Il sera abattu en 1839 pour y bâtir l'hippodrome et les usines de Navarre. Néanmoins, son passage ne fut pas vain car elle contribua au financement de la construction du premier théâtre qui s'effondrera à cause d'un glissement de terrain à la fin du XIXe siècle[réf. nécessaire], le sol étant trop meuble près de la berge de l'Iton.
Le 25 février 1812, de nombreux hommes d'Évreux participent à une levée en masse pour prendre part à la campagne de Russie. Beaucoup mourront à la bataille de la Bérézina.

#### Le lin, catalyseur du développement économique d'Évreux
De toutes les plantes textiles, la plus utilisée et la meilleur marché en cette aube du XIXe siècle fut le lin. C'est une plante particulièrement adaptée au climat océanique pluvieux de la Normandie. Si les autorités napoléoniennes l'ont développée, c'est pour faire face au blocus continental et ruiner les cotonnades indiennes alors aux mains des Britanniques ennemis de l'Empire Français des 131 départements. Si elle se développe fortement en 1811, le lin est présent dans la contrée dès l'époque de la Normandie ducale, soit le XIe siècle d'après les archives des évêques d'Évreux. Il faut nuancer fortement car la production bien qu'importante dans l'Eure est bien moindre que celle de l'Orne se prêtant mieux à sa culture en raison de sa géologie faite de collines et de bocages. Le lin a servi de catalyseur au développement économique d'Évreux, entraînant l'arrivée de manufactures et donc d'habitants selon les principes de la loi des débouchés théorisée par l'économiste de la fin du XVIIIe siècle et du début du XIXe siècle Jean-Baptiste Say contesté en partie par Sismondi, lui aussi précurseur de l’économétrie.

### La Restauration bourbonienne (1814-1830)

#### Le règne deLouisXVIII(1814-1824) et l'occupation prussienne
En 1814, les Prussiens occupent Évreux une première fois, à la suite de la défaite de Napoléon, ils se montrent assez impitoyables. Ils installent leur quartier général rue Cathédrale (actuellement rue Charles-Corbeau). Louis XVIII devient roi de la monarchie constitutionnelle. Pour l'occasion, un début d'urbanisme raisonné voit le jour avec l’élargissement du boulevard Chambaudoin.

#### Les prémices de la révolution industrielle à Évreux
En France le coût de la main-d'œuvre ouvrière est moindre qu'en Grande-Bretagne, c'est pourquoi des entrepreneurs presbytériens venus d'Écosse délocalisent leur filature de Manchester à Évreux, c'est le début de la révolution industrielle. Ces derniers, très pieux, avaient leur lieu de culte dans le quartier ouvrier de Navarre près de leurs usines textiles.
On trouve déjà des ateliers artisanaux prospères dès 1411 qui ont pour vocation d'exporter vers des marchés économiques lointains, ne se suffisant plus au marché local. C'est la cloche dite du « Clouet » de Saint-Léger près de l'actuelle place de la Vierge qui marque la fin de la journée. Le règlement du système des corporations interdit de travailler sous peine d'amende au-delà de ce carillon. La Révolution française fut un catalyseur de la transformation économique puisque la fin des corporations en 1791 permit le travail de nuit. L'invention du métier à tisser Jacquard dans la première moitié du XIXe siècle stimula ce processus.
En 1820 et 1823, l'Iton sort de son lit entraînant l'inondation du quartier Saint-Léger et de la rue Isambard.

#### Le règne deCharlesX(1824-1830)
En 1825, les sujets du roi indélicats sont éloignés un temps de Paris pour le couronnement de Charles X à Reims, d'après le journal d'un bourgeois d'Évreux. Le frère de Louis XVI et de Louis XVIII est sacré le jour de la fête de la Trinité, le dimanche 29 mai. Le 12 octobre 1825, la duchesse de Berry vient participer à une partie de chasse.
En août 1829, le Dauphin, fils aîné de Charles X, est accueilli à Évreux ; la municipalité invite ses habitants à pavoiser les maisons.

### La révolution de 1830 et la monarchie de Juillet (1830 - 1848)

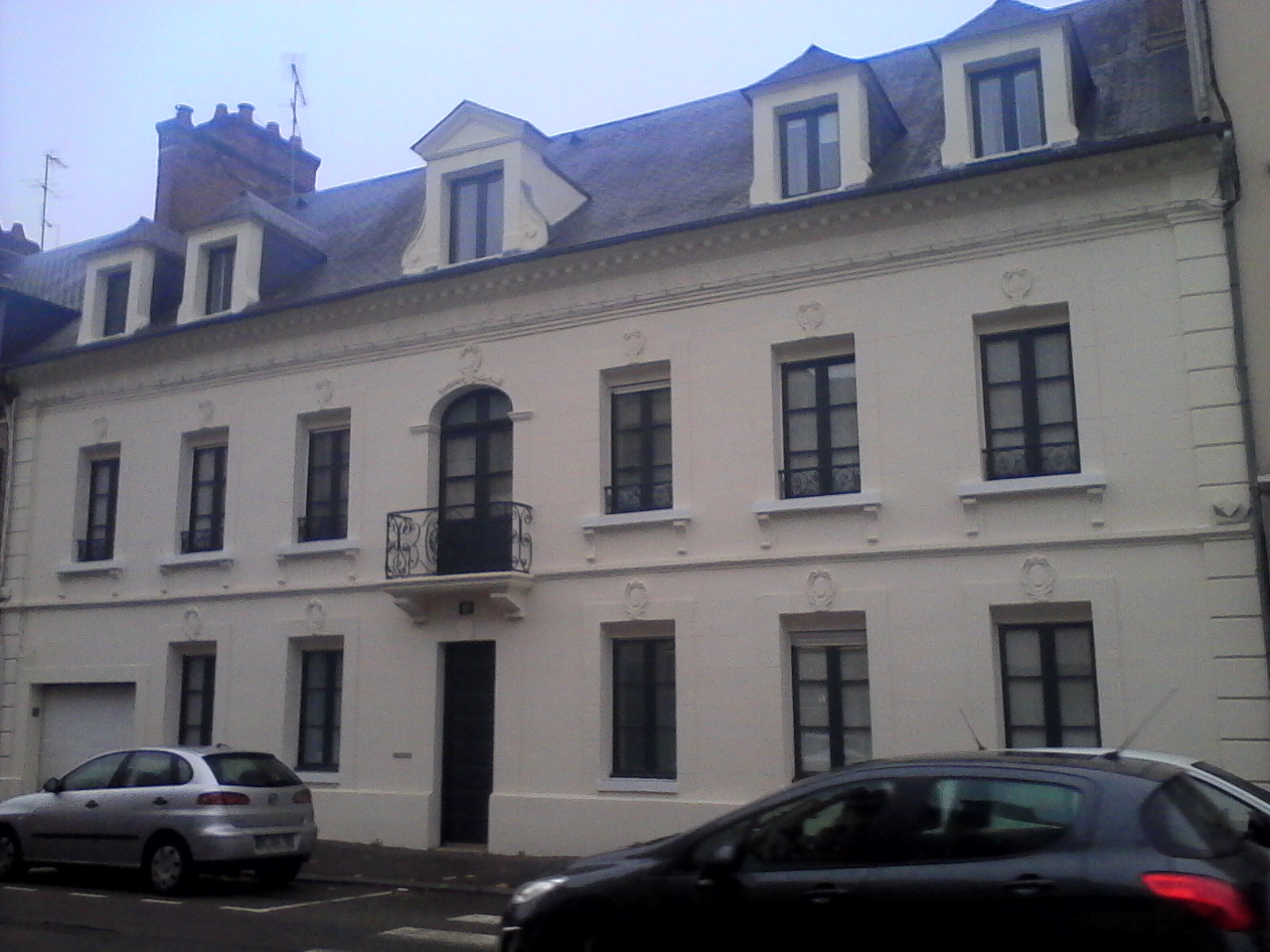
Hôtel particulier de style néoclassique de l'époque de la monarchie de Juillet.

En 1830, Charles X, jugé trop réactionnaire par les Parisiens bien qu'aimé des Ébroïciens, est chassé du trône au profit de son cousin Louis-Philippe d'Orléans. Pour ne pas faire couler le sang français, il s'exile vers l'Angleterre. Pendant son passage à Évreux, selon le romancier Jean de La Varende, les troupes légitimistes se battent contre les troupes orléanistes sur les hauteurs de Nétreville.
En 1839, le château de Navarre laisse place, près de l'hippodrome, aux usines de Navarre, spécialisées dans le textile. Elles sont créées par des entrepreneurs britanniques. Un culte presbytérien y est installé un temps.
En 1843, la veuve de l'académicien Jules Janin lègue à la mairie d'une importante somme d'argent pour bâtir une fontaine monumentale qui représente une allégorie des cours d'eau de l'Eure. Elle sera restaurée en 2021 par le ministère de la culture avec le concours de la municipalité d'Évreux.

### La révolution de 1848 et laIIeRépublique(1848-1852)
En 1848, la révolution parisienne met brièvement en avant Jacques Dupont de l'Eure qui devient président de la commission consultative de la République, originaire d'Évreux et député du Neubourg.

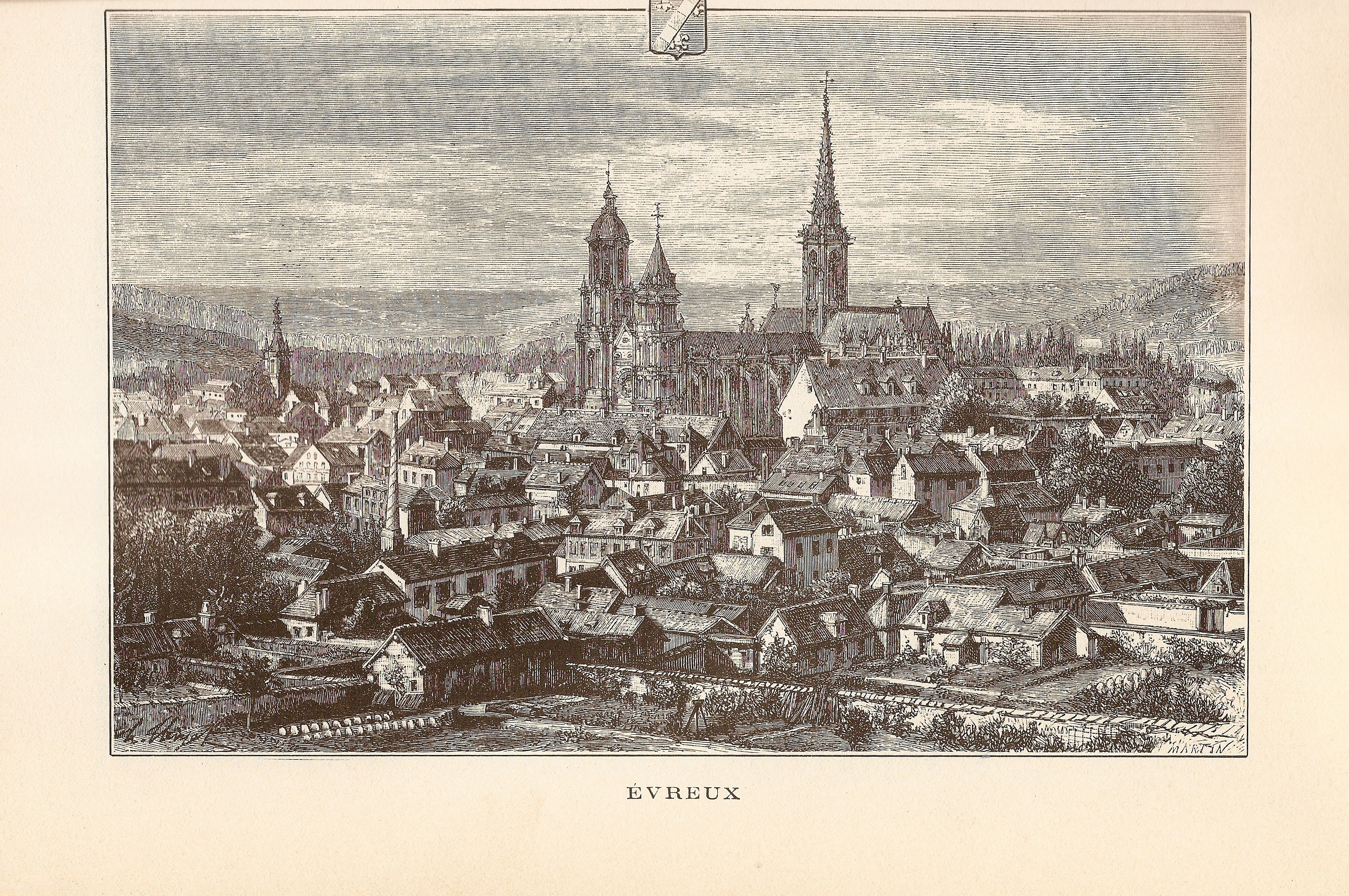
Vue d'Évreux en 1882, gravure d'Hubert Clerget.

Le 26 février 1848, Louis-Philippe se réfugie un temps au château de Melleville, dont le propriétaire Auguste Letellier d'Orvilliers l'avertit de la présence du sous-préfet de Dreux. Il[Qui ?] aide le roi déchu à partir en exil en Angleterre où Louis-Philippe mourra en 1850.
La même année aux côtés de Victor Schœlcher, un natif des environs d'Évreux, le père Jacques-Désiré Laval, contribue à l'abolition définitive en droit dans les colonies de l'esclavage pour les gens de couleur.
En 1852, les réactions républicaines à la suite du coup d'État de Louis-Napoléon Bonaparte datant du 2 décembre 1851 furent plus précoces en Normandie que dans le reste de la France, au mois d'avril au lieu du mois de juin.

### Le Second Empire (1852 - 1870)

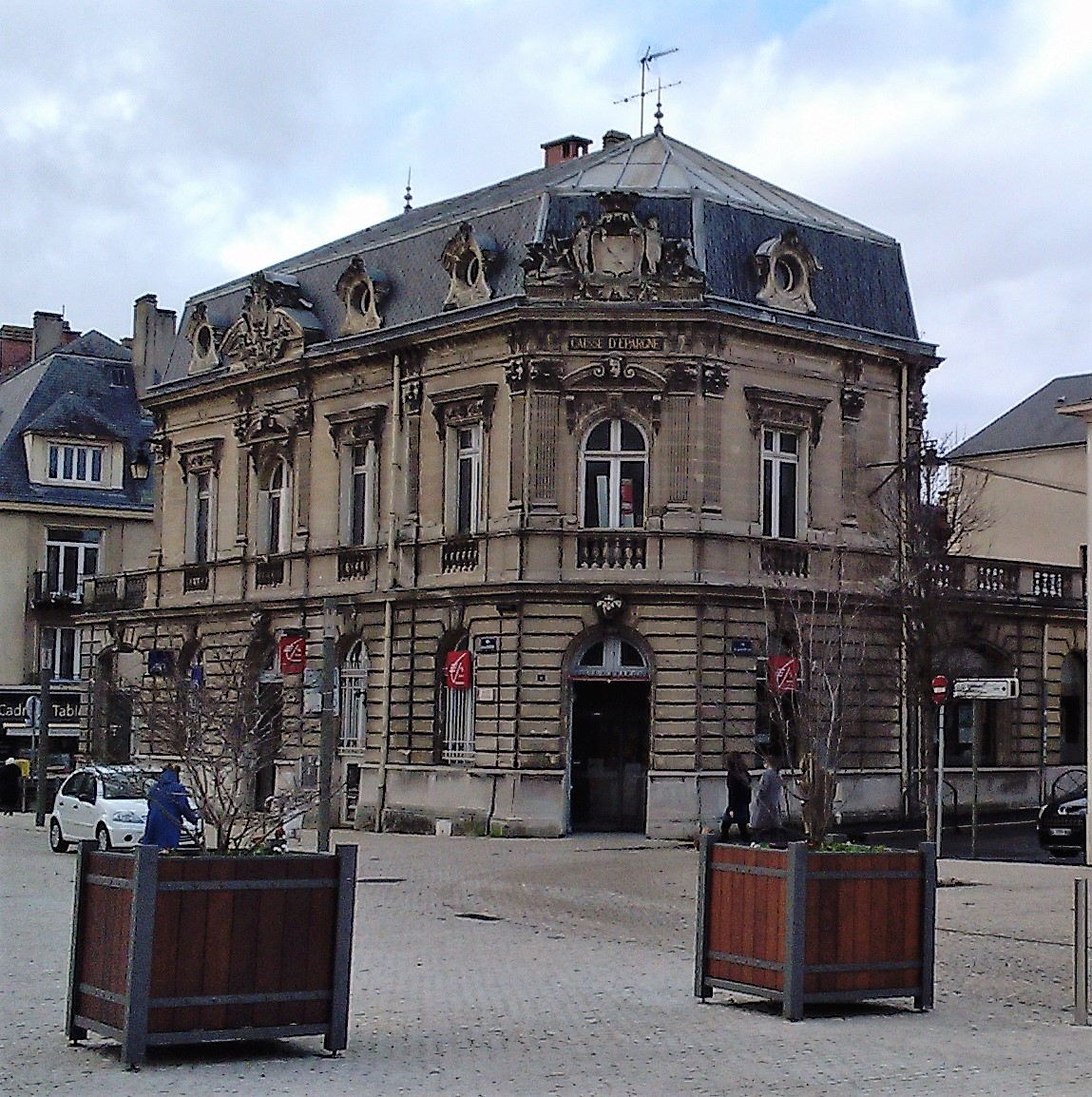
La caisse d'Épargne construite en 1865 sous le Second Empire à l'angle des rues Charles-Corbeau et de la Petite-Cité.

Dès 1855, la mise en service de la ligne de chemin de fer Mantes - Lisieux impose l’ouverture d’un « embarcadère » qui, vite insuffisant, fut remplacé par la nouvelle gare, laquelle fut mise en exploitation le 21 décembre 1887.
En 1865, la Caisse d'épargne est construite ainsi que la maison des arts. Contrairement à d'autres villes de France, le développement urbanistique sous le Second Empire fut relativement modeste, étant donné la taille encore réduite de la commune.
Les élections législatives de 1865 voient pour la première fois le recul des idées bonapartistes, conséquence probable d'une part du phénomène d'usure du pouvoir et d'autre part de la libéralisation du régime entraînant un droit de prise de la parole de la part de l'opposition.
Il serait impossible voire incongru de parler du républicanisme au XIXe siècle sans le rôle joué par la bourgeoisie protestante, tant sur le plan des idées que sur le plan des acteurs. Si bon nombre de protestants sur le plan national furent des théoriciens du républicanisme post-jacobin comme Charles Gide, Charles Secrétan et Léon Bourgeois, sur le plan local, c'est Fernand de Schickler, propriétaire du château de Bizy à Vernon, d'origine prussienne et par ailleurs bibliophile et polyglotte tant en langue ancienne que dans les langues contemporaines, qui est l'archétype de cette catégorie sociale. Si les protestants au XIXe siècle sont républicains, ce n'est pas uniquement en raison d'opposition politique aux catholiques mais aussi et surtout en raison de la finalité commune entre le libre examen de la Bible et la liberté d'expression. Toutefois, la présence républicaine modérée est plus marquée en Normandie au Havre en raison de la forte présence protestante, Évreux restant une ville oscillant entre bonapartisme, légitimisme et jacobinisme républicain.

### LaIIIeRépublique(1870-1940)

#### La guerre franco-prussienne de 1870-1871
En 1870, à l'approche de l'invasion, Évreux se met en état de défense avec des canons et mitrailleuses dont certains proviennent des fabriques locales. Le 17 novembre 1870, une escarmouche oppose la Garde nationale mobile aux uhlans prussiens. Sans soutien de l'armée régulière, Évreux se rend sans plus de combat. L'occupation prussienne s'accompagne de réquisitions et vexations. La ville est évacuée après la signature du traité de Francfort en mai 1871. À Pacy-sur-Eure, proche d’Évreux, un garde mobile français capturé est frappé de vingt-cinq coups de fouet.

#### Le premier âge de laIIIeRépublique(1871-1914)

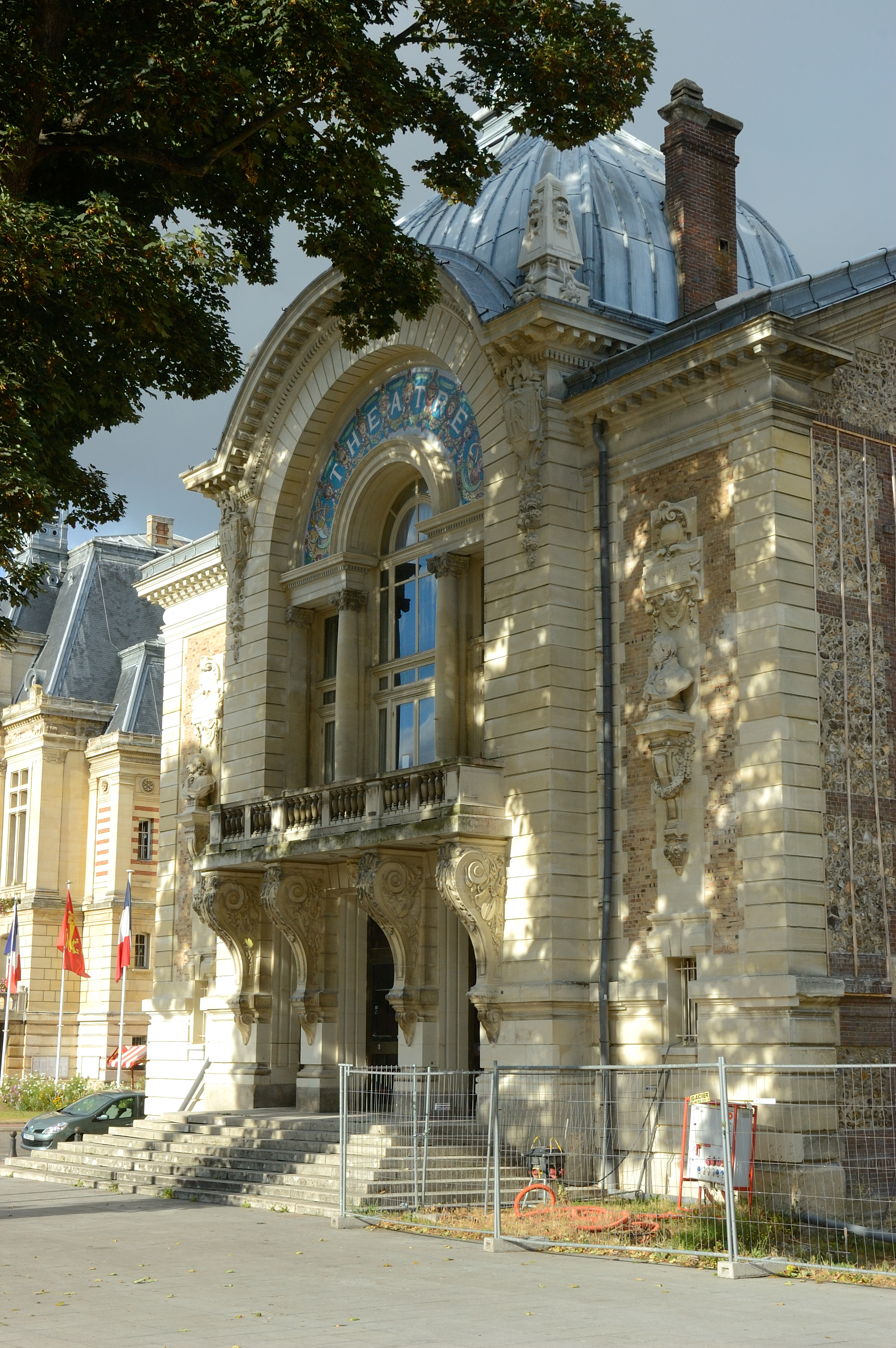
Le théâtre d'Évreux, dit théâtre Legendre, livré en 1903, remplace l'ancien théâtre voulu et financé par Joséphine de Beauharnais, la première épouse de Napoléon Ier en 1810.

En 1873, percement, entre l'ancien hôpital et l'ancienne filature reliant la place Dupont-de-l'Eure à la gare place de la République, de la rue Buzot. Ce projet était en discussion au conseil municipal depuis 1822.
En 1881, deux tunnels sous la côte de la Justice et Nétreville, l'un routier et l'autre ferroviaire, sont creusés pour desservir la nouvelle gare.
En 1883, Albert Robida, écrivain de récits de voyage, publie une description détaillée de la gare d'Évreux dans La Vie en rose.
En 1890 commencent les travaux de construction de l'hôtel de ville, après avoir abattu l'ancien château des comtes d'Évreux.
En 1903, le théâtre est inauguré. On joue, au grand dam du public parisien, des pièces identiques à celles qu'on monte dans la capitale, essentiellement des pièces de boulevard.

#### La Première Guerre mondiale (1914-1918)
Pendant la Première Guerre mondiale, bon nombre de prisonniers de guerre allemands sont retenus en prison. Certains décèdent de la grippe espagnole et sont enterrés à Évreux.
L'hôpital psychiatrique, un des plus importants de la région, alimente le cimetière des fous ; il est en pointe dans le traitement des séquelles de guerre. Un de ses étudiants a été le futur médecin et criminel Marcel Petiot.

#### L'entre-deux-guerres (1918-1939)
Entre 1917 et 1926, la fondation Rockefeller contribue à l'éradication de la tuberculose à Évreux et dans l'Eure grâce à un programme d'assistance aux tuberculeux militaires. En effet, la dureté de vie des tranchées et les permissions puis la démobilisation des appelés du contingent en 1918 contribuent à la propagation de la tuberculose devant laquelle les autorités tant civiles que militaires furent démunies.
En 1924, Aristide Briand, président du conseil, fait une halte à Évreux après s’être entretenu dans sa résidence de Cocherel près d'Évreux avec le chancelier allemand Gustav Stresemann.
En 1938, l'école normale de jeunes filles se crée dans la foulée du Front populaire.

### La Seconde guerre mondiale (1940-1945)
À partir de juin 1940, les Allemands occupent Évreux. Jean Moulin, dans sa cavale de Chartres, fut aidé par une prostituée ébroïcienne[réf. souhaitée] en allant vers Lyon. Les juifs et les gens du voyage sont déportés à Louviers, Gaillon et Saint-André-de-l'Eure.
En 1942, la résistance s'organise autour du directeur des archives départementales Marcel Baudot. Pierre Semard, syndicaliste et dirigeant du PCF dans les années 1920, est arrêté comme résistant communiste d'abord en 1939 par les autorités françaises de la IIIe République et incarcéré à la prison de la Santé à Paris. Par la suite, il est transféré à Bourges, relâché et de nouveau arrêté en représailles d'Allemands tués, par le principe de prise d'otages en 1942. Il est fusillé par les Allemands à la prison d'Évreux, le 7 mars 1942.

### La reconstruction et laIVeRépublique(1944-1958)
La ville a subi de forts dommages au cours de la Seconde Guerre mondiale, par les bombardements allemands de 1940 puis ceux des Alliés en 1944. La plus grande partie de son centre a ensuite été reconstruit, dans un style aisément reconnaissable.
En 1952, une base aérienne de l'OTAN est utilisée par l'armée de l'air américaine, à sept kilomètres à l'Est d'Évreux, sur le territoire de la commune de Fauville ; elle deviendra la base aérienne 105 Évreux-Fauville de l'armée de l'air française en 1967.

### LaVeRépublique(depuis 1958)
En 1958 , Albert Finay alors président du temple protestant d’Évreux et fervent gaulliste, prend la tête de la contestations de la loi de Michel Debré, premier ministre du général De Gaulle, voulant instituer la liberté scolaire en accordent des subventions au école libre catholique sous contrat.
Le musée d'Évreux ouvre ses portes en 1961 dans les locaux de l'ancien évêché. Le 13 octobre 1966, le trio The Jimi Hendrix Experience donne à Évreux son premier concert.
La ville connaît une croissance rapide au cours des années 1970, avec l’implantation d’industries de transformation et la création du quartier de La Madeleine situé au sud de la ville. L'amélioration des conditions de transport vers Paris permet à une importante population d'employés parisiens de s'implanter à Évreux[réf. nécessaire].
Le 29 février 1972, l'école normale d'instituteurs, en partenariat avec l'ORTF, présente à Évreux la pièce Ubu roi, d'Alfred Jarry. Enregistré au foyer, dans l'enceinte de l'école, c'est le premier événement retransmis en duplex.
En 1975, création de l'Amicale Laïque de la Madeleine (ALM), début du mouvement des amicales laïques de quartier, l'ALM s’illustre dans le sport ébroïcien dans les décennies suivantes dans le basketball.
En 2001, la passerelle Kawamata, œuvre d'art contemporaine, est inaugurée par Rolland Plaisance, suscitant des réactions variées au sein de la population et une forte opposition de l'extrême-droite.